# Élisabeth de Grèce
Vous lisez un « article de qualité » labellisé en 2024.
Pour les articles homonymes, voir Élisabeth de Grèce (homonymie).
Titre
Épouse du chef de la maison de Toerring
10 janvier 1934 – 11 janvier 1955
(21 ans et 1 jour)
Élisabeth de Grèce (en grec moderne : Ελισάβετ της Ελλάδας / Elisávet tis Elládas et en allemand : Elisabeth von Griechenland), princesse de Grèce et de Danemark puis, par son mariage, comtesse de Toerring-Jettenbach, est née le 24 mai 1904 à Tatoï, en Grèce, et morte le 11 janvier 1955 à Munich, en Allemagne de l'Ouest. Épouse du chef de la maison de Toerring, c'est une personnalité du gotha européen.
Deuxième des trois filles du prince Nicolas de Grèce et de la grande-duchesse Hélène Vladimirovna de Russie, la princesse Élisabeth passe son enfance entre le royaume hellène et l'Empire tsariste. La Première Guerre mondiale et les divisions qu'elle amène en Grèce poussent cependant l'adolescente et sa famille en exil en Suisse entre 1917 et 1920. Revenue dans son pays après la restauration du roi Constantin Ier, elle en est à nouveau bannie par la proclamation de la Deuxième République hellénique en 1924.
Installée à Paris avec ses parents et ses sœurs, la princesse entreprend alors de nombreux voyages qui la mènent auprès de sa famille élargie au Royaume-Uni, en Italie, en Yougoslavie, en Roumanie et en Allemagne. Désargentée et célibataire, la princesse vend son image à une marque de cosmétiques américaine. Après des tentatives infructueuses de rapprochement avec le prince de Galles, le prince royal d'Italie, le prince Nicolas de Roumanie et Lord Ivor Spencer-Churchill, Élisabeth épouse, en 1934, le comte Charles-Théodore de Toerring-Jettenbach, chef d'une maison médiatisée de Bavière. Le couple s'installe ensuite entre Munich et Winhöring, où il donne naissance à deux enfants prénommés Hans Veit (1935) et Hélène (1937).
Au moment de l'installation d'Élisabeth en Allemagne, Adolf Hitler vient tout juste d'instaurer sa dictature et, même si la princesse et son époux ne rejoignent jamais le parti national-socialiste, ils en ressentent toute l'influence. Utilisés pour leurs liens familiaux avec le régent Paul de Yougoslavie et le duc de Kent, époux des sœurs d'Élisabeth, les Toerring soutiennent la politique du Führer auprès de leur parentèle, ce qui n'est pas sans amener des tensions au moment de la Seconde Guerre mondiale.
Isolée de sa famille après l'invasion de la Yougoslavie par le Troisième Reich (1941), Élisabeth sort affaiblie du conflit mondial, mais reprend néanmoins sa place au sein du gotha européen. Atteinte d'un cancer, elle meurt en 1955 et sa dépouille est enterrée dans la nécropole familiale des Toerring, à Winhöring.

## Famille
Élisabeth est la deuxième des trois filles du prince Nicolas de Grèce (1872-1938) et de son épouse la grande-duchesse Hélène Vladimirovna de Russie (1882-1957). Par son père, la princesse est donc la petite-fille du roi Georges Ier de Grèce (1845-1913) et de la grande-duchesse Olga Constantinovna de Russie (1851-1926) tandis que, par sa mère, elle descend du grand-duc Vladimir Alexandrovitch de Russie (1847-1909) et de la princesse Marie de Mecklembourg-Schwerin (1854-1920), plus connue sous le nom de grande-duchesse Maria Pavlovna de Russie.
Les 9 et 10 janvier 1934, Élisabeth épouse, à Munich et au château de Seefeld, le comte Charles-Théodore de Toerring-Jettenbach (1900-1967), lui-même fils du comte Hans Veit de Toerring-Jettenbach (1862-1929) et de son épouse la princesse Sophie en Bavière (1875-1957).
Du mariage d’Élisabeth et de Charles-Théodore naissent deux enfants :
- Hans Veit de Toerring-Jettenbach (1935), comte de Toerring-Jettenbach, qui s'unit, en 1964, à la princesse Henriette de Hohenlohe-Bartenstein (1938). D'où trois enfants :
  - Clarissa de Toerring-Jettenbach (1965), comtesse de Toerring-Jettenbach, qui épouse le prince Tassilo de Hohenlohe-Schillingsfürst (1965),
  - Ignatius de Toerring-Jettenbach (1966), comte héréditaire de Toerring-Jettenbach, qui s'unit à Robiana Mentasti-Granelli (1976),
  - Karl de Toerring-Jettenbach (1969), comte de Toerring-Jettenbach, qui se marie, en 2009, à Natasha Ivanova (1975) ;
- Hélène de Toerring-Jettenbach (1937), comtesse de Toerring-Jettenbach, qui épouse, en 1956, l'archiduc Ferdinand d'Autriche (1918-2004). D'où trois enfants :
  - Élisabeth d'Autriche (1957-1983), archiduchesse d'Autriche, qui s'unit, en 1982, à James Litchfield (1956),
  - Sophie d'Autriche (1959), archiduchesse d'Autriche, qui épouse, en 1990, le prince Mariano Hugo de Windisch-Graetz (1955),
  - Maximilien d'Autriche (1961), archiduc d'Autriche, qui s'unit, en 2005, à Sara Maya Al-Askari (1977).

## Biographie

### Petite enfance (1904-1909)

#### Une enfance grecque

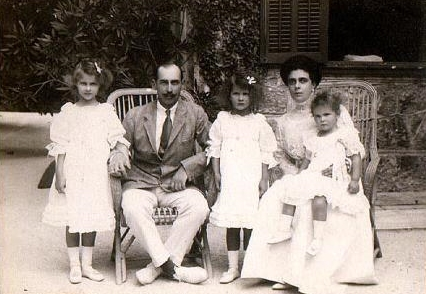
La famille d'Élisabeth, en 1909. De gauche à droite, apparaissent la princesse Olga, le prince Nicolas, la princesse Élisabeth, la grande-duchesse Hélène et la princesse Marina.

Deuxième fille du prince Nicolas de Grèce et de la grande-duchesse Hélène Vladimirovna de Russie, la princesse Élisabeth voit le jour le 24 mai 1904 au palais de Tatoï,,. Surnommée « Woolly » à cause de son épaisse chevelure,, l'enfant naît moins d'un an après sa sœur aînée Olga, avec laquelle elle devient très proche en grandissant. Deux ans plus tard, la famille s'élargit à nouveau avec l'arrivée de la princesse Marina, qui n'a pas tout à fait la même complicité avec ses aînées.
Régulièrement vêtues à l'identique par leur mère, les trois fillettes grandissent au sein d'un foyer aimant et uni. Ensemble, leurs parents s'expriment généralement en anglais et c'est cette langue que les enfants utilisent le plus spontanément,, même si elles maîtrisent parfaitement le grec, qu'elles parlent notamment entre elles à l'étranger lorsqu'elles ne veulent pas être comprises. Pendant leur petite enfance, Élisabeth et ses sœurs reçoivent une éducation relativement simple, sous la supervision d'une gouvernante britannique du nom de Kate Fox,. Élevées dans la foi orthodoxe, les princesses reçoivent leur instruction religieuse de Ioulía Somáki-Karólou, une amie de leur grand-mère paternelle, la reine des Hellènes Olga.
En Grèce, Élisabeth et les siens résident au palais Nicolas, cadeau de mariage athénien du tsar de Russie à sa cousine,,. Pendant le règne de Georges Ier, la famille séjourne aussi régulièrement à Tatoï, où Élisabeth et ses sœurs retrouvent avec plaisir leurs nombreux cousins et cousines grecs. Après l'accession au trône de Constantin Ier, cependant, les parents de la princesse acquièrent leur propre résidence secondaire, à Kephissia. Kate Fox étant une adepte des sorties au grand air, Élisabeth fréquente régulièrement les plages de Vouliagméni et de Phalère, où elle s'adonne à la natation et aux bains de soleil. Avec leurs parents, l'enfant et ses sœurs ont également l'habitude de visiter sites archéologiques, musées et galeries d'art.

#### Voyages et relations familiales

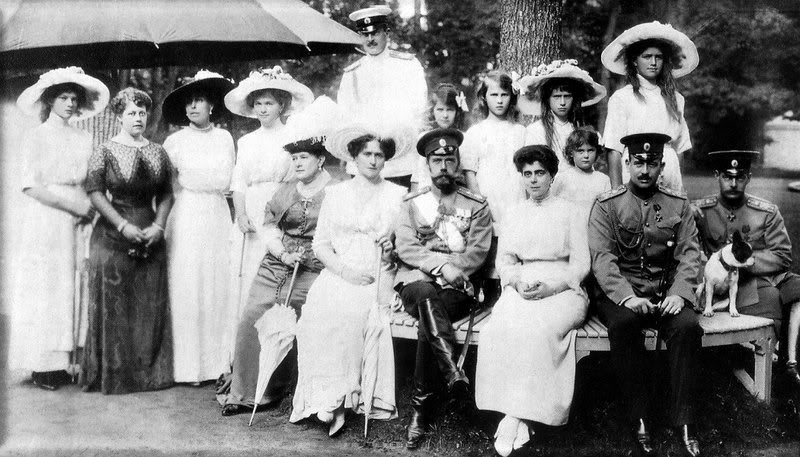
Réunion familiale autour du tsar Nicolas II et de son épouse. La petite Élisabeth se trouve juste au-dessus de l'empereur.

Le prince Nicolas et son épouse se rendant une à deux fois par an en Russie, Élisabeth et ses sœurs effectuent, dès leur plus tendre enfance, des séjours dans le pays de leur mère,,. Leur première visite dans l'empire tsariste coïncide d'ailleurs avec la révolution de 1905, ce qui oblige les princesses à quitter précipitamment Saint-Pétersbourg et à trouver refuge à Schwerin avec leur grand-mère maternelle.
Pour les fillettes, ces voyages en Russie sont l'occasion de retrouver leur nombreuse parentèle Romanov : d'abord la branche des Vladimirovitch (autrement dit le grand-duc Vladimir, la grande-duchesse Maria Pavlovna, leurs trois fils et les familles de ceux-ci), ensuite la branche des Konstantinovitch (issue du grand-duc Constantin Nikolaïevitch, grand-père maternel du prince Nicolas) et enfin la famille impériale elle-même (et notamment les trois derniers enfants du tsar Nicolas II, plus proches en âge des princesses grecques).
Si le grand-duc Vladimir intimide ses petites-filles avec sa voix de stentor, la grande-duchesse Maria Pavlovna se révèle une grand-mère aimante et généreuse, qui choie les princesses tout en surveillant attentivement leur éducation et leurs manières,. La grande-duchesse est cependant à l'origine d'un important traumatisme dans la vie d'Élisabeth et de ses sœurs. En 1913, Maria Pavlovna contraint, en effet, sa fille et son gendre à renvoyer Kate Fox, sous peine de les priver de tout soutien financier en cas de refus,,. L'Anglaise est alors éloignée de ses protégées, sans même pouvoir leur dire au revoir. En dépit de cet événement, Élisabeth et sa famille conservent toute leur affection à la gouvernante, qui revient à leur service après la disparition de son ennemie, en 1921,,,.
Outre la Russie, la princesse Élisabeth découvre, très jeune, le Royaume-Uni,, l'Allemagne, la France et l'Italie. Avec ses parents et sa sœur aînée, elle visite aussi Constantinople, où elle rencontre le sultan ottoman Abdülhamid II en 1905.

### Turbulences politiques (1909-1920)

#### De l'ascension de Venizélos aux guerres balkaniques (1909-1913)

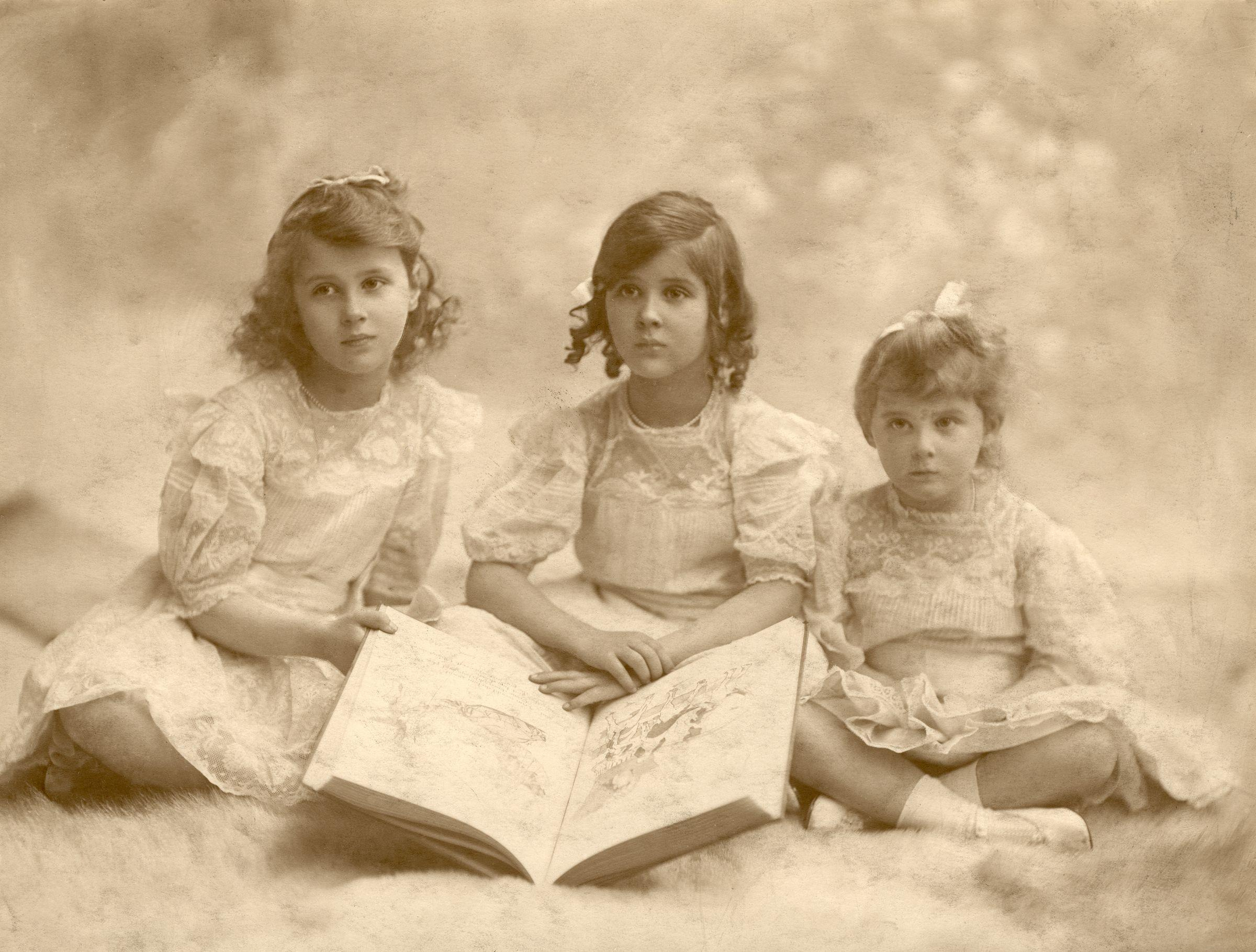
La princesse Élisabeth entourée de ses sœurs Olga et Marina (1912).

La petite enfance d'Élisabeth est également marquée par la série de bouleversements qui secoue la Grèce à partir de 1909. Cette année-là, un coup d'État militaire, connu sous le nom de « coup de Goudi », contraint les fils du roi Georges Ier, dont le prince Nicolas, à démissionner de l'Armée,. Peu de temps après, Elefthérios Venizélos, un homme politique crétois connu pour sa défiance vis-à-vis de la famille royale, prend la tête du gouvernement,. Sous l'égide de celui-ci, la Grèce s'engage dans les guerres balkaniques de 1912-1913, ce qui lui permet d'étendre considérablement son territoire aux dépens de l'Empire ottoman,. Cependant, le roi Georges Ier est assassiné pendant le conflit, ce qui cause un grand chagrin à Élisabeth et à ses sœurs.
Dans les mêmes moments, se produit la mise à l'écart de Kate Fox et l'éducation des trois fillettes prend un tour nouveau. Confiées aux soins de deux tutrices, une Française nommée Mlle Perrin et une Grecque nommée Kyria Anna, les princesses reçoivent des cours de littérature française, d'allemand et de gymnastique tandis que leur instruction religieuse est renforcée en vue de leur première communion. Avec sa sœur Olga, Élisabeth suit, en outre, des leçons d'équitation et devient bientôt une cavalière émérite, ce qui la distingue de son aînée. Dans un premier temps, ces cours se tiennent dans les jardins du palais royal et c'est sur des poneys appartenant à leurs cousins le prince Paul et la princesse Irène que les petites filles apprennent à monter à cheval. Cependant, le refroidissement des relations entre la reine Sophie et la grande-duchesse Hélène conduit ensuite les petites filles à s'entraîner loin du palais royal.

#### La Première Guerre mondiale et le Schisme national (1914-1917)

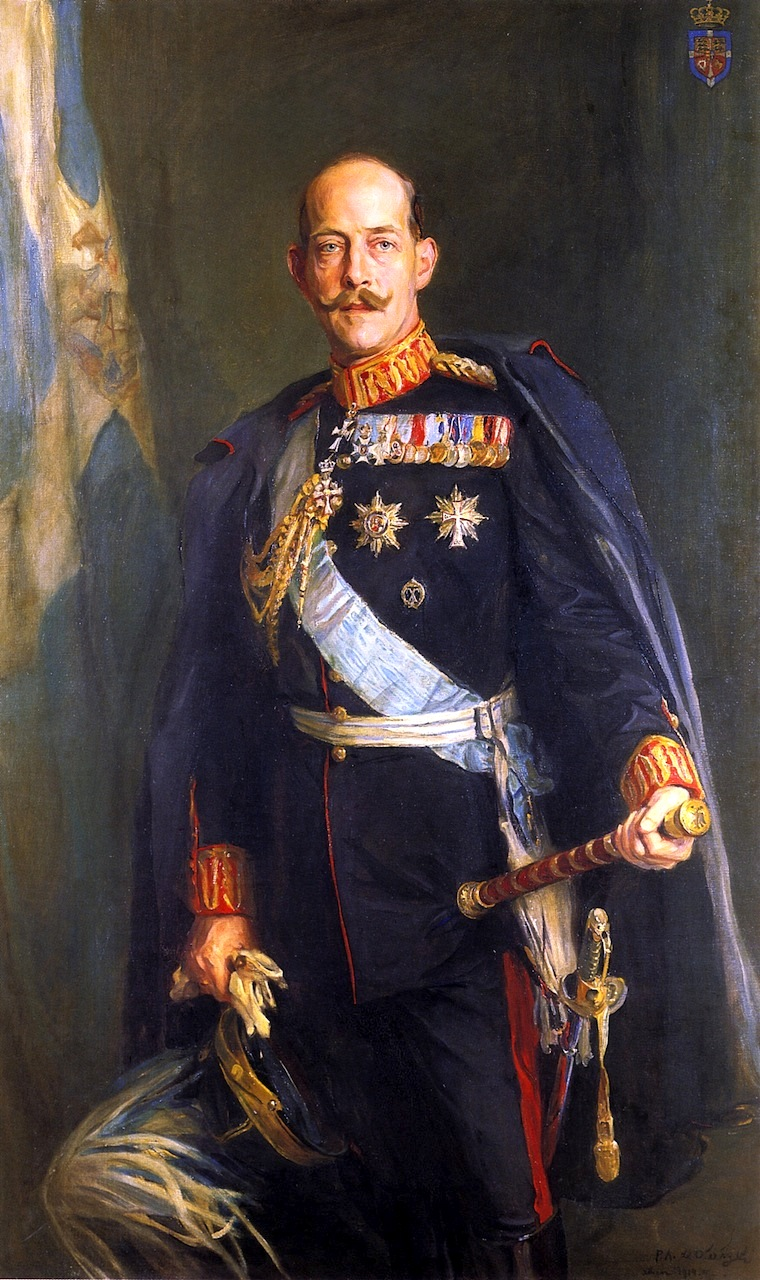
Le roi Constantin Ier (roi des Hellènes) par Philip de László (1914).

En dépit de l'attentat de Sarajevo et des tensions qu'il provoque dans les Balkans, Élisabeth et sa famille entreprennent leur visite annuelle en Russie en juillet 1914,. Surpris par le déclenchement de la Première Guerre mondiale alors qu'ils se trouvent à Saint-Pétersbourg, les princes de Grèce rentrent précipitamment à Athènes en septembre après avoir traversé la Roumanie et la Serbie,,. C'est le début d'une période difficile, connue sous le nom de « Schisme national », pendant laquelle le peuple hellène se déchire entre vénizélistes, partisans d'une entrée en guerre au côté de la Triple-Entente, et royalistes, soucieux de préserver la neutralité du pays affaibli par les guerres balkaniques,,.
Au sein même de la famille royale, la question de la participation au conflit mondial n'est pas sans causer des tensions, d'autant que la mère d'Élisabeth suspecte la reine Sophie de soutenir la cause de son frère, le Kaiser Guillaume II. Outre ces divisions, qui conduisent Élisabeth à voir moins régulièrement les filles du roi Constantin Ier, la guerre apporte aussi son lot de difficultés financières. Les revenus du prince Nicolas dépendant très largement de l'apanage de son épouse, son foyer est lourdement affecté par la crise économique qui sévit dans l'Empire russe. Longtemps préservée des combats, la capitale hellénique est, en outre, frappée par des tirs alliés en décembre 1916, ce qui contraint Élisabeth et ses sœurs à trouver refuge dans les caves du palais Nicolas,.
La situation de la famille s'aggrave encore en 1917. En février, une révolution renverse le régime tsariste, privant Constantin Ier du dernier de ses soutiens au sein de l'Entente. Dans le même temps, l'inquiétude se développe quant au sort des membres de l'ancienne famille impériale. Comme de nombreux autres Romanov, les deux grands-mères d'Élisabeth se retrouvent en effet prises au piège dans leur palais, tandis que plusieurs autres parents de la fillette sont arrêtés. Finalement, en juin, l'Entente contraint Constantin Ier à abdiquer en faveur de son deuxième fils, le prince Alexandre, et à partir en exil. D'abord épargnés par les événements, le prince Nicolas et les siens sont bientôt poussés à abandonner la Grèce à leur tour, ce qu'ils font le 4 juillet suivant,,,.

#### L'exil suisse et l'inquiétude pour les Romanov (1917-1920)

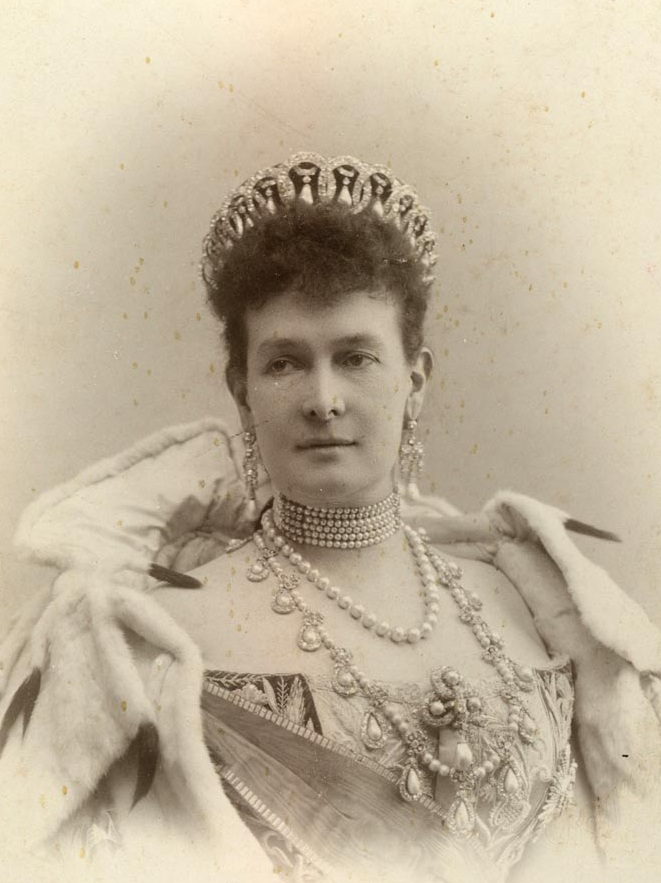
La grande-duchesse Maria Pavlovna de Russie en 1908.

En Suisse, Élisabeth et les siens mènent une vie itinérante qui les conduit successivement à Saint-Moritz, Zurich, Ouchy, Villeneuve et Montreux. La fortune de la grande-duchesse Hélène ayant été confisquée par les bolcheviks, la famille est contrainte de renvoyer une partie de ses domestiques. Par mesure d'économie, Élisabeth doit en outre partager, pour la première fois de sa vie, une chambre avec ses sœurs. Du fait des pénuries de charbon, et donc d'eau chaude, liées à la guerre, l'adolescente est, par ailleurs, contrainte à se limiter à un seul bain par semaine. Pendant un temps, la princesse et ses sœurs sont scolarisées dans une école de Zurich, mais leurs difficultés en allemand contraignent finalement leurs parents à recourir à l'instruction à domicile, supervisée par une préceptrice trilingue nommée Mlle Genand.
La situation de leur parentèle russe est une autre source d'inquiétude pour Élisabeth et les siens. Certes, la famille du prince Nicolas a le soulagement de retrouver saines et sauves la reine Olga (en juin-juillet 1918),, et la grande-duchesse Maria Pavlovna (en février 1920),, mais cette dernière a été très affaiblie par les privations, et elle meurt quelques mois seulement après avoir réussi à fuir son pays. Beaucoup d'autres Romanov sont moins chanceux, et la nouvelle de l'assassinat de la famille impériale sème ainsi la consternation chez les exilés grecs. Seule consolation pour le petit groupe : la branche des Vladimirovitch (à laquelle appartient la grande-duchesse Hélène) a été entièrement épargnée par la guerre civile et la répression communiste. La grande-duchesse Maria Pavlovna est, en outre, parvenue à sauver ses bijoux, ce qui assure quelques subsides à la famille d'Élisabeth.
En dépit de ces préoccupations et des mesquineries dont sont périodiquement victimes les exilés grecs de la part de l'Entente et des autorités helvétiques, l'exil est aussi une période de découvertes pour Élisabeth et ses sœurs. Les princesses apprennent ainsi à skier et à faire du patin à glace. Elles reçoivent, par ailleurs, des cours de danse et participent à leurs premiers thés dansants,. Avec son aînée, Élisabeth s'adonne également au tennis, sport pour lequel les deux sœurs se passionnent. Finalement, le séjour suisse est aussi l'occasion, pour les adolescentes, d'assister au mariage de leur oncle Christophe de Grèce avec une riche Américaine nommée Nancy Stewart en janvier 1920,.

### Une princesse à la recherche d'un époux (1920-1934)

#### La fin de l'exil? (1920-1924)

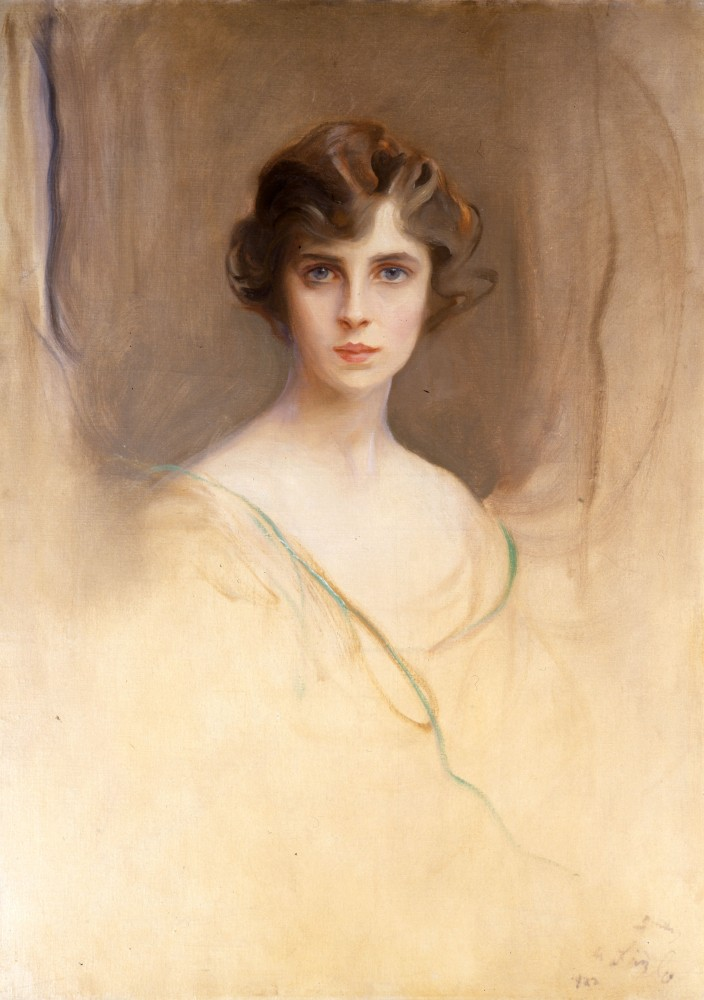
La princesse Olga de Grèce au moment de ses fiançailles avortées, par Philip de László.

Le 25 octobre 1920, le roi Alexandre Ier de Grèce meurt d'une septicémie après avoir été mordu par un singe apprivoisé,. Cet événement inattendu provoque une crise politique à Athènes, où Elefthérios Venizélos est déjà affaibli par la guerre qu'il a déclenchée contre la Turquie. Défait aux élections de novembre, le Crétois doit abandonner le gouvernement aux monarchistes, qui organisent alors un référendum destiné à rappeler Constantin Ier sur le trône. La vague royaliste qui s'ensuit permet ainsi aux membres de la dynastie de rentrer en Grèce, ce qui se produit en décembre 1920,. Quelques semaines après ces événements, Kate Fox reprend sa place dans le foyer du prince Nicolas, au grand plaisir d'Élisabeth et de ses sœurs,.
Au sein de la famille royale, la fin de l'exil est aussi l'occasion d'autres réjouissances, qui conduisent Élisabeth à voyager en France, en Roumanie et à l'intérieur de la Grèce. En février 1921, le diadoque Georges épouse en effet la princesse Élisabeth de Roumanie à Bucarest. Le mois suivant, la princesse Hélène se marie au prince royal Carol de Roumanie à Athènes,. Finalement, en novembre, a lieu le baptême du petit prince Philippe, à Corfou,. En mars 1922, une autre union semble, par ailleurs, se dessiner avec les fiançailles de la princesse Olga et du prince royal Frédéric de Danemark.
Ce projet à peine rendu public, il est cependant annulé par l'héritier du trône danois, qui commet en outre l'impair de s'ouvrir de sa décision à Élisabeth avant même d'en parler à la principale concernée, plaçant la princesse dans une position très inconfortable vis-à-vis de sa sœur aînée. Or, le prince scandinave a déjà commis un autre faux pas impliquant Élisabeth quelque temps auparavant : lors de la présentation officielle du jeune couple à la foule athénienne, Frédéric a pris la main d'Élisabeth au lieu de celle d'Olga, humiliant ainsi sa promise,,.
À cette rupture, s'ajoute un autre malheur, dont les conséquences sont bien plus graves pour Élisabeth et les siens. La situation militaire de la Grèce face à la Turquie allant de mal en pis en Asie mineure, un coup d'État a lieu dans le royaume hellène, contraignant Constantin Ier à abdiquer en faveur du diadoque le 27 septembre 1922,,. Dans les semaines qui suivent, une purge touche l'État grec et le prince André est arrêté. Sauvé de justesse par l'intervention des puissances étrangères, il doit néanmoins s'exiler, ce à quoi se résout également le prince Nicolas,. Réduit au statut de roi fantoche, Georges II lui-même est finalement contraint à abandonner la Grèce, et la république est proclamée le 25 mars 1924, privant Élisabeth et sa parentèle de leur nationalité hellène,,.

#### Une longue période d'itinérance (1922-1933)

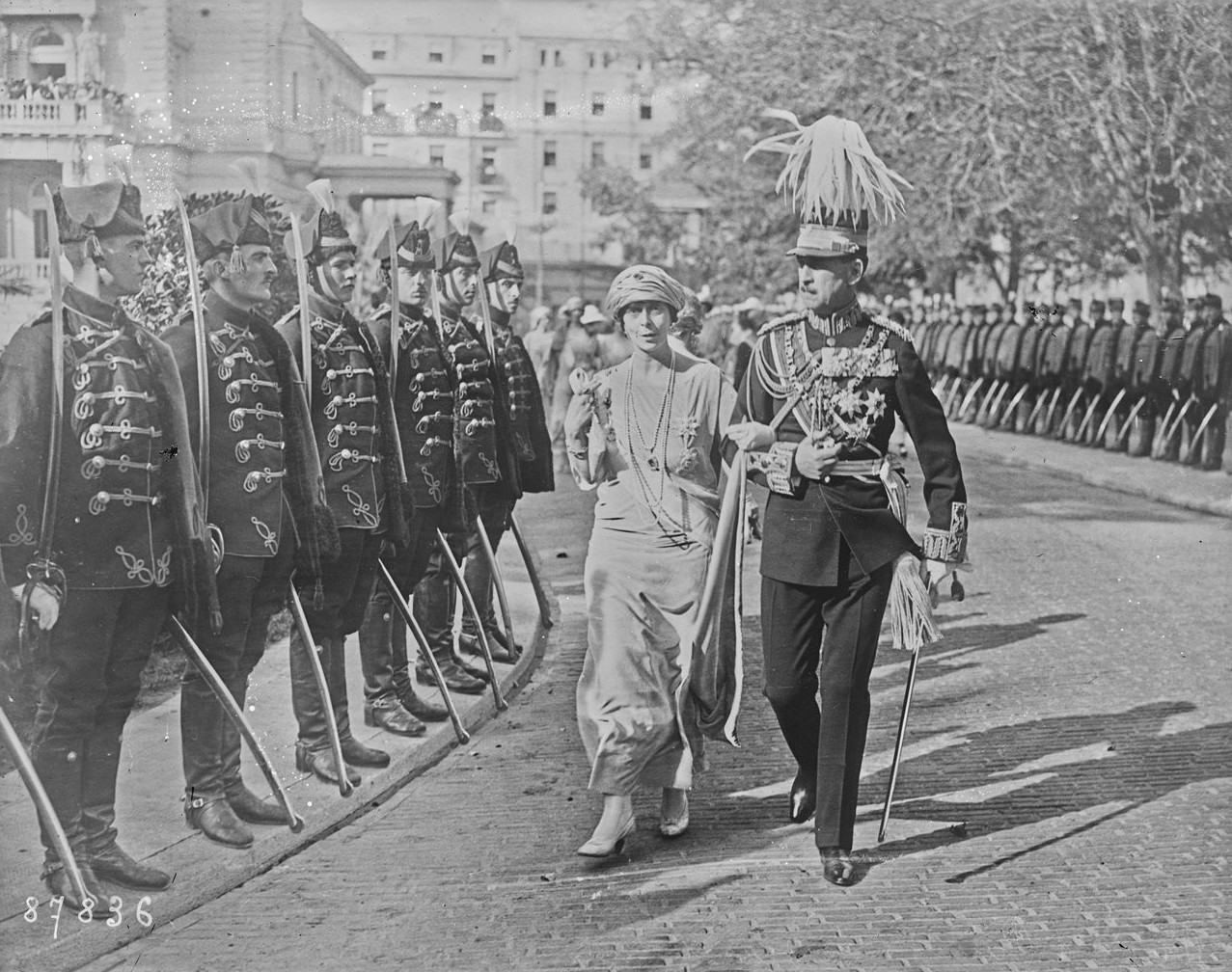
La grande-duchesse Hélène et le prince Nicolas lors du mariage de leur fille Olga à Belgrade (1923).

Lorsque se produit l'abdication du roi Constantin Ier, Élisabeth se trouve à Paris avec sa mère et ses sœurs. Une fois rassurée sur le sort de son père, dont la rumeur veut qu'il a été assassiné durant le coup d'État, la jeune fille quitte néanmoins la capitale avec Kate Fox et Marina, pour des vacances à Chamonix,,. Le petit groupe gagne ensuite San Remo, où la famille se réunit pour les fêtes de fin d'année,. Les retrouvailles sont cependant de courte durée du fait du décès de l'ancien roi des Hellènes, le 11 janvier 1923, et du départ subséquent des parents de la princesse à Palerme pour les funérailles. En dépit des événements, Élisabeth et Olga se rendent à Grasse pour le mariage de leur amie Marie-Laure Bischoffsheim avec le vicomte Charles de Noailles. Après cela, Élisabeth gagne le Tyrol avec Marina,, où les deux sœurs subissent une ablation des adénoïdes.
Leur exil s'éternisant, le prince Nicolas et sa famille établissent leur résidence à Paris,,. Encouragée par son père, Élisabeth y prend alors des cours de dessin et de peinture en compagnie de Marina,. Elle soutient, par ailleurs, sa mère dans les actions qu'elle mène en faveur des Russes blancs réfugiés en France,,. Le prince Nicolas étant parvenu à louer son palais athénien,, la situation financière de la famille s'améliore et le petit groupe gagne le Royaume-Uni, où Olga et Élisabeth font leurs débuts dans la bonne société en juin 1923. Après avoir été reçues par le roi George V et la reine Mary, les deux sœurs vont de bal en bal, avec l'espoir d'attirer l'attention du prince de Galles ou de l'un de ses frères célibataires, sans le moindre succès. Lors d'une soirée chez Lady Zia Wernher, la princesse Olga fait néanmoins la connaissance du prince Paul de Serbie,, qui ne tarde pas à lui demander sa main,. Moins chanceuse que son aînée, Élisabeth a cependant la satisfaction de se rendre à Belgrade pour assister au mariage, le 22 octobre 1923.
Pendant les années qui suivent, la princesse mène une vie itinérante à travers l'Europe. Durant l'été 1924, on la retrouve à Londres avec Marina, où elle continue à fréquenter les bals de l'aristocratie,. En septembre 1925, elle se rend en Italie pour assister aux noces de la princesse Mafalda de Savoie avec le prince Philippe de Hesse-Cassel. En 1927, elle passe plusieurs mois en Slovénie et en Serbie avec sa sœur aînée et son beau-frère, avant de rendre visite à sa cousine Hélène en Roumanie. En 1929, elle retourne à Bucarest avec Olga et les enfants de celle-ci. Finalement, elle revient en Slovénie, et en Allemagne durant l'année 1933. Pour ses proches, qui la voient prendre de l'âge avec angoisse,, chacun de ces voyages est l'occasion d'échafauder des projets matrimoniaux. Outre le futur Édouard VIII, il est ainsi envisagé d'unir Élisabeth au prince royal Humbert d'Italie,,,, et au prince Nicolas de Roumanie,,. Pendant un temps, on espère aussi la voir se marier à Lord Ivor Spencer-Churchill, sans davantage de succès.
Désargentée mais réputée pour sa beauté, la princesse vend alors son image à la marque de cosmétiques américaine Pond's,,, qui appartient depuis 1987 à Unilever. Dans les publicités dans lesquelles elle apparaît au côté de sa sœur Marina, elle est décrite comme « aussi jolie qu'une princesse de conte de fée et possédant toute la grâce et la dignité propre à son héritage grec parce qu'elle est charmante, joyeuse, versatile et très belle ».

#### Fiançailles et mariage (1933-1934)

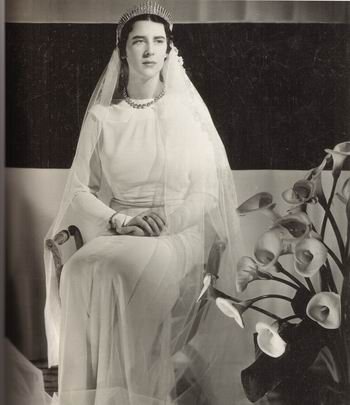
La princesse Élisabeth lors de son mariage (1934).

En mars 1933, la princesse Élisabeth fait finalement la connaissance du comte Charles-Théodore de Toerring-Jettenbach lors d'un voyage à Munich avec ses sœurs et son beau-frère Paul,. Surnommé « Toto », l'aristocrate bavarois est le chef de la maison de Toerring, dont le territoire a été médiatisé au début du XIXe siècle. Neveu de la reine des Belges Élisabeth, et cousin germain du prince Albert de Bavière, il est à la tête d'une fortune confortable et possède une importante collection d'art moderne.
Élisabeth et Charles-Théodore sympathisent rapidement et se revoient à plusieurs reprises, tant en Bavière qu'à Bohinj, en Yougoslavie. Cependant, le comte ne témoigne d'abord que d'un intérêt limité à la princesse, au grand dam de la famille de celle-ci,. Le 21 septembre 1934, Charles-Théodore profite néanmoins d'un nouveau séjour à Bohinj pour demander la main d'Élisabeth, qui accepte sans hésitation,,,,,. Dans les semaines qui suivent, la jeune femme se rend à Munich, pour y rencontrer sa future belle-famille.
Le prince Nicolas de Grèce connaissant toujours des difficultés financières, son gendre Paul a la délicatesse de racheter à la grande-duchesse Hélène certains de ses bijoux afin de l'aider à réunir l'argent nécessaire à la constitution du trousseau d'Élisabeth,. Accompagnée d'Olga, cette dernière peut ainsi se rendre à Paris pour ses achats, et choisit un modèle du couturier Jean Patou comme robe de mariée.
Les épousailles d'Élisabeth et de Charles-Théodore sont finalement célébrées le 10 janvier 1934 au château de Seefeld, propriété du frère du marié. La cérémonie, qui se déroule selon le rite catholique, réunit plusieurs personnalités du gotha européen, parmi lesquelles le roi des Hellènes Georges II, le prince héritier Humbert d'Italie, le prince royal Rupprecht de Bavière, l'infante Béatrice d'Espagne, ainsi que le général von Epp, Reichsstatthalter de Bavière,.

### Comtesse de Toerring-Jettenbach (1934-1955)

#### Une princesse proche de sa famille

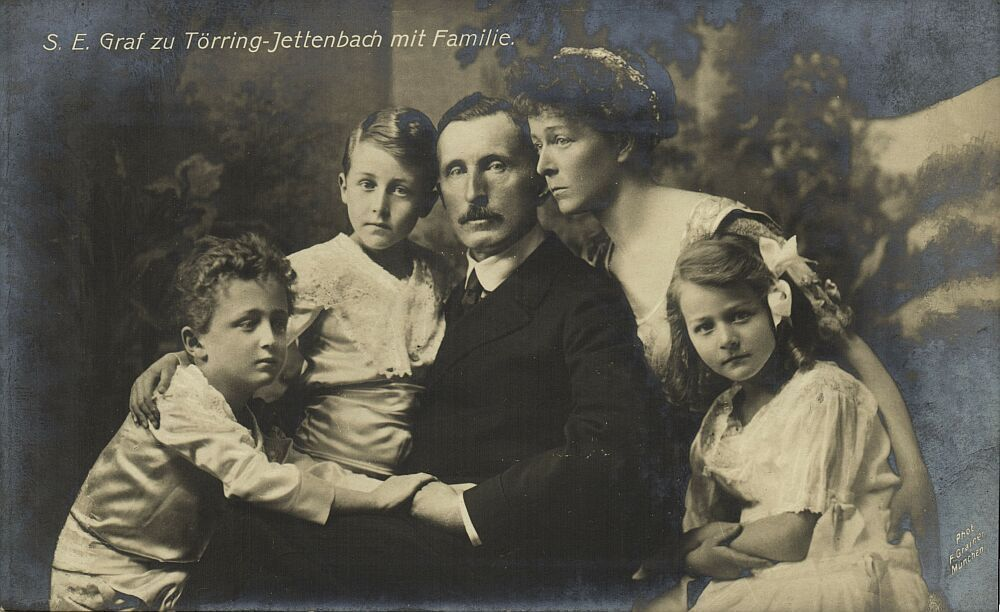
Charles-Théodore de Toerring-Jettenbach (en deuxième position) avec ses parents et sa fratrie, vers 1910.

Après leur mariage, Élisabeth et Charles-Théodore s'installent à Munich,. La princesse y donne le jour à un petit garçon, né à peine plus d'un an après l'union de ses parents, le 11 janvier 1935, et prénommé Hans Veit comme son défunt grand-père paternel,. Deux ans plus tard, une petite fille, née à Winhöring le 20 mai 1937 et baptisée Hélène en l'honneur de sa grand-mère maternelle, vient à son tour agrandir la famille après un accouchement difficile,,. Mère aimante et attentionnée, Élisabeth communique avec ses enfants en anglais, langue qu'elle utilise aussi avec son époux. Bien qu'elle reste orthodoxe jusqu'à sa mort, la princesse élève sa progéniture dans la foi catholique.
L'arrivée des deux enfants n'empêche pas Élisabeth et son époux de continuer à parcourir l'Europe pour retrouver leur parentèle. La princesse Marina ayant finalement épousé le duc de Kent en novembre 1934, les Toerring effectuent plusieurs séjours en Grande-Bretagne. Ils continuent, par ailleurs, à rendre fréquemment visite à la princesse Olga et au prince Paul, en Yougoslavie. En 1935, la monarchie est restaurée en Grèce et les parents d'Élisabeth prennent la décision de revenir vivre à Athènes. En 1937, Élisabeth revient dans le pays de son enfance à l'occasion du mariage du diadoque Paul avec la princesse Frederika de Hanovre. La mort du prince Nicolas, en 1938,,, conduit sa fille à retourner en Grèce pour ses funérailles. Par la suite, la princesse y effectue d'autres séjours afin d'aider la grande-duchesse Hélène à régler ses affaires.
Durant ces années, Élisabeth accueille également régulièrement sa parentèle en Bavière,,. En 1938, le 35e anniversaire de la princesse Olga est ainsi célébré chez les Toerring, au château de Winhöring. Dans son pays d'adoption, Élisabeth est aussi en contact étroit avec ses cousines Marguerite, Théodora, Cécile et Sophie de Grèce, qui ont elles aussi épousé des princes allemands,.

#### Des liens complexes avec le Troisième Reich

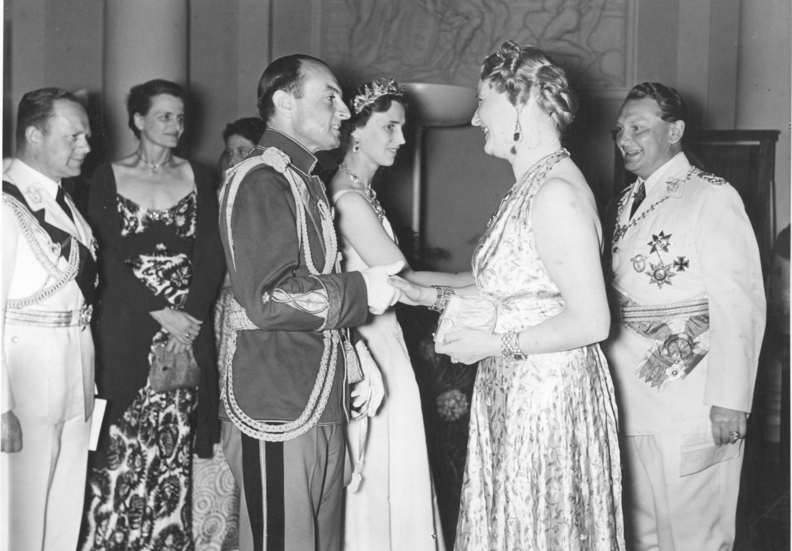
Le régent Paul de Yougoslavie et son épouse Olga face à Emmy et Hermann Göring (1939).

D'après le comte Hans Veit de Toerring-Jettenbach, ses parents n'avaient aucune sympathie pour le nazisme. Il le justifie en disant que sa famille était catholique, et appartenait donc à une communauté persécutée par Adolf Hitler, et que son père a été exclu de l'armée par le « décret des princes » de 1940, ce qui ne pouvait que l'éloigner du régime nazi. De fait, Élisabeth et son époux n'ont jamais adhéré au parti national-socialiste, et cela contrairement à plusieurs des cousins et cousines de la princesse. En outre, les communications d'Élisabeth et de Charles-Théodore étaient étroitement surveillées par les autorités allemandes du fait de leurs liens avec des puissances étrangères,.
Malgré tout, les discussions souvent vives entre les Toerring, d'une part, et les Kent, les Yougoslavie et la grande-duchesse Hélène, d'autre part, montrent qu'à la fin des années 1930, Charles-Théodore et Élisabeth soutiennent volontiers la politique menée par le Führer,. Par ailleurs, en 1938, le comte accomplit son devoir militaire sans sourciller lors de l'Anschluss et de l'invasion des Sudètes. Quant à Élisabeth, elle aide activement sa sœur Olga à organiser la réception d'Hermann Göring et de sa femme Emmy à Belgrade en 1935. Plus tard, au début de la Seconde Guerre mondiale, la princesse trouve quelque temps refuge en Yougoslavie avec ses enfants, mais c'est uniquement pour échapper au rationnement et non pour des raisons politiques qu'elle quitte l'Allemagne.
Pour l'historien Jonathan Petropoulos, spécialiste des relations entre le gotha allemand et le régime nazi, les fréquents séjours des Toerring en Yougoslavie et en Grande-Bretagne durant les années 1930 jouent certainement un rôle dans la diplomatie du Reich. Ainsi, il n'est pas anodin qu'Élisabeth et son époux soient conviés à Berlin par les autorités allemandes au moment de la visite officielle du régent Paul de Yougoslavie, en juin 1939,,. De la même façon, les liens entre le comte de Toerring-Jettenbach et son beau-frère le duc de Kent sont probablement utilisés par le régime nazi pour établir un contact direct avec les Windsor. Il convient néanmoins de relativiser le rôle des Toerring dans la mise en place du nouvel ordre européen. Comme l'écrit Jonathan Petropoulos, « il y a eu des indices que le comte de Toerring et Philippe [de Hesse-Cassel]  ont aidé à faire basculer le prince Paul dans le camp allemand, mais si c'est le cas, ils n'ont été que les pions d'une équation beaucoup plus large ».

#### Dernières années

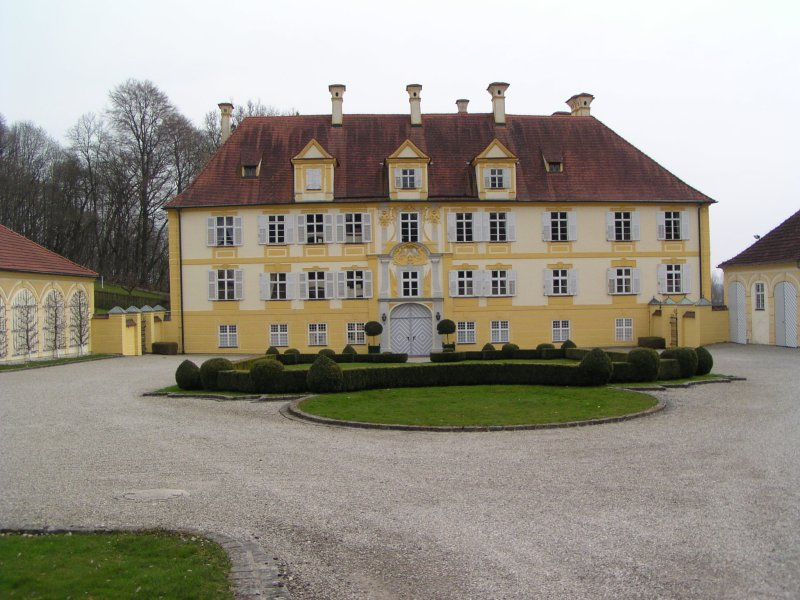
Le château familial des Toerring, à Winhöring (2003).

Coupée des siens après l'invasion de la Yougoslavie par les forces du Troisième Reich en avril 1941,,, Élisabeth sort physiquement affaiblie de la Seconde Guerre mondiale. Lors de la chute du Troisième Reich et de l'occupation de l'Allemagne par les Alliés, la princesse est arrêtée et gardée en détention toute une nuit par les Américains. Au lieu de subir un interrogatoire, on lui demande cependant si sa famille et elle vont bien, avant de la rassurer sur le sort du reste de ses proches,.
Dans les années qui suivent, la princesse a le plaisir de renouer directement des liens avec sa parentèle européenne. En mai 1947, Élisabeth est ainsi autorisée à rendre visite à sa sœur Marina, au Royaume-Uni. C'est l'occasion, pour elle, de participer à l'anniversaire de la reine douairière Mary de Teck, qui fête ses 80 ans,. Puis, en juin, Élisabeth se rend à Athènes avec Marina pour y retrouver Olga et leur mère. Malgré tout, en novembre suivant, Élisabeth n'est pas conviée au mariage de son cousin le prince Philippe avec l'héritière du trône britannique. Elle doit alors se contenter de célébrer l'événement avec les sœurs du marié et d'autres membres de leur parentèle allemande au château de Marienburg. Quelques jours plus tard, elle reçoit néanmoins la visite de Marina, qui lui décrit en détail l'événement.
En novembre 1949, Élisabeth retrouve pour la première fois son beau-frère, le prince Paul. Aux yeux de l'ancien régent de Yougoslavie, la comtesse de Toerring apparaît alors prématurément vieillie et diminuée,. Dans les années qui suivent, Élisabeth souffre de différents problèmes de santé. En novembre 1950, elle est hospitalisée quelques semaines en Suisse pour des problèmes digestifs et de la fatigue. À l'automne 1952, elle est opérée d'une tumeur à Athènes. En décembre 1954, la princesse est à nouveau hospitalisée pour une attaque d'arthrite et de rhumatisme. Elle meurt d'un cancer quelques jours plus tard, le 11 janvier 1955, à l'âge de 50 ans,.
Après une cérémonie privée, la princesse est enterrée dans la nécropole des Toerring, attenante à la chapelle du château familial, à Winhöring,.

## Titres et honneurs

### Titulature
- 24 mai 1904 – 10 janvier 1934 : Son Altesse Royale la princesse Élisabeth de Grèce et de Danemark ;
- 10 janvier 1934 – 11 janvier 1955 : Son Altesse Royale et Illustrissime la comtesse de Toerring-Jettenbach.

### Honneurs
Élisabeth de Grèce est :
- Dame Grand-croix de l'ordre des Saintes-Olga-et-Sophie (Grèce).

## Arbres généalogiques

### Quartiers de la princesse
|  |                                                                      |  |  |  |  |  |  |  |  |  |  |  |  |  |  |  |  |  |  |
|  | 16. Frédéric-Guillaume de Schleswig-Holstein-Sonderbourg-Glücksbourg |  |  |  |  |  |  |  |  |  |  |  |  |  |  |  |  |  |  |
|  |                                                                      |  |  |  |  |  |  |  |  |  |  |  |  |  |  |  |  |  |  |
|  |                                                                      |  |  |  |  |  |  |  |  |  |  |  |  |  |  |  |  |  |  |
|  | 8. Christian IX de Danemark                                          |  |  |  |  |  |  |  |  |  |  |  |  |  |  |  |  |  |  |
|  |                                                                      |  |  |  |  |  |  |  |  |  |  |  |  |  |  |  |  |  |  |
|  |                                                                      |  |  |  |  |  |  |  |  |  |  |  |  |  |  |  |  |  |  |
|  | 17. Louise-Caroline de Hesse-Cassel                                  |  |  |  |  |  |  |  |  |  |  |  |  |  |  |  |  |  |  |
|  |                                                                      |  |  |  |  |  |  |  |  |  |  |  |  |  |  |  |  |  |  |
|  |                                                                      |  |  |  |  |  |  |  |  |  |  |  |  |  |  |  |  |  |  |
|  | 4. Georges Ier de Grèce                                              |  |  |  |  |  |  |  |  |  |  |  |  |  |  |  |  |  |  |
|  |                                                                      |  |  |  |  |  |  |  |  |  |  |  |  |  |  |  |  |  |  |
|  |                                                                      |  |  |  |  |  |  |  |  |  |  |  |  |  |  |  |  |  |  |
|  | 18. Guillaume de Hesse-Cassel-Rumpenheim                             |  |  |  |  |  |  |  |  |  |  |  |  |  |  |  |  |  |  |
|  |                                                                      |  |  |  |  |  |  |  |  |  |  |  |  |  |  |  |  |  |  |
|  |                                                                      |  |  |  |  |  |  |  |  |  |  |  |  |  |  |  |  |  |  |
|  | 9. Louise de Hesse-Cassel                                            |  |  |  |  |  |  |  |  |  |  |  |  |  |  |  |  |  |  |
|  |                                                                      |  |  |  |  |  |  |  |  |  |  |  |  |  |  |  |  |  |  |
|  |                                                                      |  |  |  |  |  |  |  |  |  |  |  |  |  |  |  |  |  |  |
|  | 19. Louise-Charlotte de Danemark                                     |  |  |  |  |  |  |  |  |  |  |  |  |  |  |  |  |  |  |
|  |                                                                      |  |  |  |  |  |  |  |  |  |  |  |  |  |  |  |  |  |  |
|  |                                                                      |  |  |  |  |  |  |  |  |  |  |  |  |  |  |  |  |  |  |
|  | 2. Nicolas de Grèce                                                  |  |  |  |  |  |  |  |  |  |  |  |  |  |  |  |  |  |  |
|  |                                                                      |  |  |  |  |  |  |  |  |  |  |  |  |  |  |  |  |  |  |
|  |                                                                      |  |  |  |  |  |  |  |  |  |  |  |  |  |  |  |  |  |  |
|  | 20. Nicolas Ier de Russie                                            |  |  |  |  |  |  |  |  |  |  |  |  |  |  |  |  |  |  |
|  |                                                                      |  |  |  |  |  |  |  |  |  |  |  |  |  |  |  |  |  |  |
|  |                                                                      |  |  |  |  |  |  |  |  |  |  |  |  |  |  |  |  |  |  |
|  | 10. Constantin Nikolaïevitch de Russie                               |  |  |  |  |  |  |  |  |  |  |  |  |  |  |  |  |  |  |
|  |                                                                      |  |  |  |  |  |  |  |  |  |  |  |  |  |  |  |  |  |  |
|  |                                                                      |  |  |  |  |  |  |  |  |  |  |  |  |  |  |  |  |  |  |
|  | 21. Charlotte de Prusse                                              |  |  |  |  |  |  |  |  |  |  |  |  |  |  |  |  |  |  |
|  |                                                                      |  |  |  |  |  |  |  |  |  |  |  |  |  |  |  |  |  |  |
|  |                                                                      |  |  |  |  |  |  |  |  |  |  |  |  |  |  |  |  |  |  |
|  | 5. Olga Constantinovna de Russie                                     |  |  |  |  |  |  |  |  |  |  |  |  |  |  |  |  |  |  |
|  |                                                                      |  |  |  |  |  |  |  |  |  |  |  |  |  |  |  |  |  |  |
|  |                                                                      |  |  |  |  |  |  |  |  |  |  |  |  |  |  |  |  |  |  |
|  | 22. Joseph de Saxe-Altenbourg                                        |  |  |  |  |  |  |  |  |  |  |  |  |  |  |  |  |  |  |
|  |                                                                      |  |  |  |  |  |  |  |  |  |  |  |  |  |  |  |  |  |  |
|  |                                                                      |  |  |  |  |  |  |  |  |  |  |  |  |  |  |  |  |  |  |
|  | 11. Alexandra de Saxe-Altenbourg                                     |  |  |  |  |  |  |  |  |  |  |  |  |  |  |  |  |  |  |
|  |                                                                      |  |  |  |  |  |  |  |  |  |  |  |  |  |  |  |  |  |  |
|  |                                                                      |  |  |  |  |  |  |  |  |  |  |  |  |  |  |  |  |  |  |
|  | 23. Amélie de Wurtemberg                                             |  |  |  |  |  |  |  |  |  |  |  |  |  |  |  |  |  |  |
|  |                                                                      |  |  |  |  |  |  |  |  |  |  |  |  |  |  |  |  |  |  |
|  |                                                                      |  |  |  |  |  |  |  |  |  |  |  |  |  |  |  |  |  |  |
|  | 1. Élisabeth de Grèce                                                |  |  |  |  |  |  |  |  |  |  |  |  |  |  |  |  |  |  |
|  |                                                                      |  |  |  |  |  |  |  |  |  |  |  |  |  |  |  |  |  |  |
|  |                                                                      |  |  |  |  |  |  |  |  |  |  |  |  |  |  |  |  |  |  |
|  | 24=20. Nicolas Ier de Russie                                         |  |  |  |  |  |  |  |  |  |  |  |  |  |  |  |  |  |  |
|  |                                                                      |  |  |  |  |  |  |  |  |  |  |  |  |  |  |  |  |  |  |
|  |                                                                      |  |  |  |  |  |  |  |  |  |  |  |  |  |  |  |  |  |  |
|  | 12. Alexandre II de Russie                                           |  |  |  |  |  |  |  |  |  |  |  |  |  |  |  |  |  |  |
|  |                                                                      |  |  |  |  |  |  |  |  |  |  |  |  |  |  |  |  |  |  |
|  |                                                                      |  |  |  |  |  |  |  |  |  |  |  |  |  |  |  |  |  |  |
|  | 25=21. Charlotte de Prusse                                           |  |  |  |  |  |  |  |  |  |  |  |  |  |  |  |  |  |  |
|  |                                                                      |  |  |  |  |  |  |  |  |  |  |  |  |  |  |  |  |  |  |
|  |                                                                      |  |  |  |  |  |  |  |  |  |  |  |  |  |  |  |  |  |  |
|  | 6. Vladimir Alexandrovitch de Russie                                 |  |  |  |  |  |  |  |  |  |  |  |  |  |  |  |  |  |  |
|  |                                                                      |  |  |  |  |  |  |  |  |  |  |  |  |  |  |  |  |  |  |
|  |                                                                      |  |  |  |  |  |  |  |  |  |  |  |  |  |  |  |  |  |  |
|  | 26. Louis II de Hesse-Darmstadt                                      |  |  |  |  |  |  |  |  |  |  |  |  |  |  |  |  |  |  |
|  |                                                                      |  |  |  |  |  |  |  |  |  |  |  |  |  |  |  |  |  |  |
|  |                                                                      |  |  |  |  |  |  |  |  |  |  |  |  |  |  |  |  |  |  |
|  | 13. Marie de Hesse-Darmstadt                                         |  |  |  |  |  |  |  |  |  |  |  |  |  |  |  |  |  |  |
|  |                                                                      |  |  |  |  |  |  |  |  |  |  |  |  |  |  |  |  |  |  |
|  |                                                                      |  |  |  |  |  |  |  |  |  |  |  |  |  |  |  |  |  |  |
|  | 27. Wilhelmine de Bade                                               |  |  |  |  |  |  |  |  |  |  |  |  |  |  |  |  |  |  |
|  |                                                                      |  |  |  |  |  |  |  |  |  |  |  |  |  |  |  |  |  |  |
|  |                                                                      |  |  |  |  |  |  |  |  |  |  |  |  |  |  |  |  |  |  |
|  | 3. Hélène Vladimirovna de Russie                                     |  |  |  |  |  |  |  |  |  |  |  |  |  |  |  |  |  |  |
|  |                                                                      |  |  |  |  |  |  |  |  |  |  |  |  |  |  |  |  |  |  |
|  |                                                                      |  |  |  |  |  |  |  |  |  |  |  |  |  |  |  |  |  |  |
|  | 28. Paul-Frédéric de Mecklembourg-Schwerin                           |  |  |  |  |  |  |  |  |  |  |  |  |  |  |  |  |  |  |
|  |                                                                      |  |  |  |  |  |  |  |  |  |  |  |  |  |  |  |  |  |  |
|  |                                                                      |  |  |  |  |  |  |  |  |  |  |  |  |  |  |  |  |  |  |
|  | 14. Frédéric-François II de Mecklembourg-Schwerin                    |  |  |  |  |  |  |  |  |  |  |  |  |  |  |  |  |  |  |
|  |                                                                      |  |  |  |  |  |  |  |  |  |  |  |  |  |  |  |  |  |  |
|  |                                                                      |  |  |  |  |  |  |  |  |  |  |  |  |  |  |  |  |  |  |
|  | 29. Alexandrine de Prusse                                            |  |  |  |  |  |  |  |  |  |  |  |  |  |  |  |  |  |  |
|  |                                                                      |  |  |  |  |  |  |  |  |  |  |  |  |  |  |  |  |  |  |
|  |                                                                      |  |  |  |  |  |  |  |  |  |  |  |  |  |  |  |  |  |  |
|  | 7. Marie de Mecklembourg-Schwerin                                    |  |  |  |  |  |  |  |  |  |  |  |  |  |  |  |  |  |  |
|  |                                                                      |  |  |  |  |  |  |  |  |  |  |  |  |  |  |  |  |  |  |
|  |                                                                      |  |  |  |  |  |  |  |  |  |  |  |  |  |  |  |  |  |  |
|  | 30. Henri LXIII Reuss de Köstritz                                    |  |  |  |  |  |  |  |  |  |  |  |  |  |  |  |  |  |  |
|  |                                                                      |  |  |  |  |  |  |  |  |  |  |  |  |  |  |  |  |  |  |
|  |                                                                      |  |  |  |  |  |  |  |  |  |  |  |  |  |  |  |  |  |  |
|  | 15. Augusta de Reuss-Köstritz                                        |  |  |  |  |  |  |  |  |  |  |  |  |  |  |  |  |  |  |
|  |                                                                      |  |  |  |  |  |  |  |  |  |  |  |  |  |  |  |  |  |  |
|  |                                                                      |  |  |  |  |  |  |  |  |  |  |  |  |  |  |  |  |  |  |
|  | 31. Éléonore de Stolberg-Wernigerode                                 |  |  |  |  |  |  |  |  |  |  |  |  |  |  |  |  |  |  |
|  |                                                                      |  |  |  |  |  |  |  |  |  |  |  |  |  |  |  |  |  |  |
|  |                                                                      |  |  |  |  |  |  |  |  |  |  |  |  |  |  |  |  |  |  |

### Élisabeth et Charles-Théodore dans l'Europe des rois et des prétendants
|  |  |                                                                |                                                                |                                                                |                                                                |                                                                |                                                                |  |  |                                                     |                                                     |                                                     |                                                     | Georges Ier, Roi des Hellènes ∞ Olga, Gde-Dsse de Russie    | Georges Ier, Roi des Hellènes ∞ Olga, Gde-Dsse de Russie    | Georges Ier, Roi des Hellènes ∞ Olga, Gde-Dsse de Russie    | Georges Ier, Roi des Hellènes ∞ Olga, Gde-Dsse de Russie    | Georges Ier, Roi des Hellènes ∞ Olga, Gde-Dsse de Russie     | Georges Ier, Roi des Hellènes ∞ Olga, Gde-Dsse de Russie     |                                                              |                                                              |                                                              |                                                              |  |  |                                                                        |                                                                        |                                                                        |                                                                        |                                                                        |                                                                        |                                                                     |                                                                     |                                                                     |                                                                     | Vladimir, Gd-duc de Russie ∞ Marie, Pcesse de Marie de Mecklembourg-Schwerin | Vladimir, Gd-duc de Russie ∞ Marie, Pcesse de Marie de Mecklembourg-Schwerin | Vladimir, Gd-duc de Russie ∞ Marie, Pcesse de Marie de Mecklembourg-Schwerin | Vladimir, Gd-duc de Russie ∞ Marie, Pcesse de Marie de Mecklembourg-Schwerin | Vladimir, Gd-duc de Russie ∞ Marie, Pcesse de Marie de Mecklembourg-Schwerin | Vladimir, Gd-duc de Russie ∞ Marie, Pcesse de Marie de Mecklembourg-Schwerin |                                                             |                                                             |                                                             |                                                             |                                                             |                                                             |  |  |                                                                                    |                                                                                    |                                                                                    |                                                                                    |                                                                                    |                                                                                    |  |  |                                                                    |                                                                    |                                                                    |                                                                    |                                                                    |                                                                    |  |  | Charles-Théodore, Duc en Bavière ∞ Marie-Josèphe, Infante de Portugal | Charles-Théodore, Duc en Bavière ∞ Marie-Josèphe, Infante de Portugal | Charles-Théodore, Duc en Bavière ∞ Marie-Josèphe, Infante de Portugal | Charles-Théodore, Duc en Bavière ∞ Marie-Josèphe, Infante de Portugal | Charles-Théodore, Duc en Bavière ∞ Marie-Josèphe, Infante de Portugal | Charles-Théodore, Duc en Bavière ∞ Marie-Josèphe, Infante de Portugal |  |  |                                                           |                                                           |                                                           |                                                           |                                                           |                                                           |                                                         |                                                         |                                                         |                                                         |                                                       |                                                       |                                                       |                                                       |  |  |  |  |  |  |  |  |  |  |  |  |  |  |  |  |  |  |  |  |  |  |  |  |  |  |  |  |
|  |  |                                                                |                                                                |                                                                |                                                                |                                                                |                                                                |  |  |                                                     |                                                     |                                                     |                                                     | Georges Ier, Roi des Hellènes ∞ Olga, Gde-Dsse de Russie    | Georges Ier, Roi des Hellènes ∞ Olga, Gde-Dsse de Russie    | Georges Ier, Roi des Hellènes ∞ Olga, Gde-Dsse de Russie    | Georges Ier, Roi des Hellènes ∞ Olga, Gde-Dsse de Russie    | Georges Ier, Roi des Hellènes ∞ Olga, Gde-Dsse de Russie     | Georges Ier, Roi des Hellènes ∞ Olga, Gde-Dsse de Russie     |                                                              |                                                              |                                                              |                                                              |  |  |                                                                        |                                                                        |                                                                        |                                                                        |                                                                        |                                                                        |                                                                     |                                                                     |                                                                     |                                                                     | Vladimir, Gd-duc de Russie ∞ Marie, Pcesse de Marie de Mecklembourg-Schwerin | Vladimir, Gd-duc de Russie ∞ Marie, Pcesse de Marie de Mecklembourg-Schwerin | Vladimir, Gd-duc de Russie ∞ Marie, Pcesse de Marie de Mecklembourg-Schwerin | Vladimir, Gd-duc de Russie ∞ Marie, Pcesse de Marie de Mecklembourg-Schwerin | Vladimir, Gd-duc de Russie ∞ Marie, Pcesse de Marie de Mecklembourg-Schwerin | Vladimir, Gd-duc de Russie ∞ Marie, Pcesse de Marie de Mecklembourg-Schwerin |                                                             |                                                             |                                                             |                                                             |                                                             |                                                             |  |  |                                                                                    |                                                                                    |                                                                                    |                                                                                    |                                                                                    |                                                                                    |  |  |                                                                    |                                                                    |                                                                    |                                                                    |                                                                    |                                                                    |  |  | Charles-Théodore, Duc en Bavière ∞ Marie-Josèphe, Infante de Portugal | Charles-Théodore, Duc en Bavière ∞ Marie-Josèphe, Infante de Portugal | Charles-Théodore, Duc en Bavière ∞ Marie-Josèphe, Infante de Portugal | Charles-Théodore, Duc en Bavière ∞ Marie-Josèphe, Infante de Portugal | Charles-Théodore, Duc en Bavière ∞ Marie-Josèphe, Infante de Portugal | Charles-Théodore, Duc en Bavière ∞ Marie-Josèphe, Infante de Portugal |  |  |                                                           |                                                           |                                                           |                                                           |                                                           |                                                           |                                                         |                                                         |                                                         |                                                         |                                                       |                                                       |                                                       |                                                       |  |  |  |  |  |  |  |  |  |  |  |  |  |  |  |  |  |  |  |  |  |  |  |  |  |  |  |  |
|  |  |                                                                |                                                                |                                                                |                                                                |                                                                |                                                                |  |  |                                                     |                                                     |                                                     |                                                     |                                                             |                                                             |                                                             |                                                             |                                                              |                                                              |                                                              |                                                              |                                                              |                                                              |  |  |                                                                        |                                                                        |                                                                        |                                                                        |                                                                        |                                                                        |                                                                     |                                                                     |                                                                     |                                                                     |                                                                              |                                                                              |                                                                              |                                                                              |                                                                              |                                                                              |                                                             |                                                             |                                                             |                                                             |                                                             |                                                             |  |  |                                                                                    |                                                                                    |                                                                                    |                                                                                    |                                                                                    |                                                                                    |  |  |                                                                    |                                                                    |                                                                    |                                                                    |                                                                    |                                                                    |  |  |                                                                       |                                                                       |                                                                       |                                                                       |                                                                       |                                                                       |  |  |                                                           |                                                           |                                                           |                                                           |                                                           |                                                           |                                                         |                                                         |                                                         |                                                         |                                                       |                                                       |                                                       |                                                       |  |  |  |  |  |  |  |  |  |  |  |  |  |  |  |  |  |  |  |  |  |  |  |  |  |  |  |  |
|  |  |                                                                |                                                                |                                                                |                                                                |                                                                |                                                                |  |  |                                                     |                                                     |                                                     |                                                     |                                                             |                                                             |                                                             |                                                             |                                                              |                                                              |                                                              |                                                              |                                                              |                                                              |  |  |                                                                        |                                                                        |                                                                        |                                                                        |                                                                        |                                                                        |                                                                     |                                                                     |                                                                     |                                                                     |                                                                              |                                                                              |                                                                              |                                                                              |                                                                              |                                                                              |                                                             |                                                             |                                                             |                                                             |                                                             |                                                             |  |  |                                                                                    |                                                                                    |                                                                                    |                                                                                    |                                                                                    |                                                                                    |  |  |                                                                    |                                                                    |                                                                    |                                                                    |                                                                    |                                                                    |  |  |                                                                       |                                                                       |                                                                       |                                                                       |                                                                       |                                                                       |  |  |                                                           |                                                           |                                                           |                                                           |                                                           |                                                           |                                                         |                                                         |                                                         |                                                         |                                                       |                                                       |                                                       |                                                       |  |  |  |  |  |  |  |  |  |  |  |  |  |  |  |  |  |  |  |  |  |  |  |  |  |  |  |  |
|  |  |                                                                |                                                                |                                                                |                                                                |                                                                |                                                                |  |  |                                                     |                                                     |                                                     |                                                     |                                                             |                                                             |                                                             |                                                             |                                                              |                                                              |                                                              |                                                              |                                                              |                                                              |  |  |                                                                        |                                                                        |                                                                        |                                                                        |                                                                        |                                                                        |                                                                     |                                                                     |                                                                     |                                                                     |                                                                              |                                                                              |                                                                              |                                                                              |                                                                              |                                                                              |                                                             |                                                             |                                                             |                                                             |                                                             |                                                             |  |  |                                                                                    |                                                                                    |                                                                                    |                                                                                    |                                                                                    |                                                                                    |  |  |                                                                    |                                                                    |                                                                    |                                                                    |                                                                    |                                                                    |  |  |                                                                       |                                                                       |                                                                       |                                                                       |                                                                       |                                                                       |  |  |                                                           |                                                           |                                                           |                                                           |                                                           |                                                           |                                                         |                                                         |                                                         |                                                         |                                                       |                                                       |                                                       |                                                       |  |  |  |  |  |  |  |  |  |  |  |  |  |  |  |  |  |  |  |  |  |  |  |  |  |  |  |  |
|  |  | André, Pce de Grèce ∞ Alice, Pcesse de Battenberg              | André, Pce de Grèce ∞ Alice, Pcesse de Battenberg              | André, Pce de Grèce ∞ Alice, Pcesse de Battenberg              | André, Pce de Grèce ∞ Alice, Pcesse de Battenberg              | André, Pce de Grèce ∞ Alice, Pcesse de Battenberg              | André, Pce de Grèce ∞ Alice, Pcesse de Battenberg              |  |  |                                                     |                                                     |                                                     |                                                     | Constantin Ier, Roi des Hellènes ∞ Sophie, Pcesse de Prusse | Constantin Ier, Roi des Hellènes ∞ Sophie, Pcesse de Prusse | Constantin Ier, Roi des Hellènes ∞ Sophie, Pcesse de Prusse | Constantin Ier, Roi des Hellènes ∞ Sophie, Pcesse de Prusse | Constantin Ier, Roi des Hellènes ∞ Sophie, Pcesse de Prusse  | Constantin Ier, Roi des Hellènes ∞ Sophie, Pcesse de Prusse  |                                                              |                                                              |                                                              |                                                              |  |  |                                                                        |                                                                        |                                                                        |                                                                        | Cyrille, Gd-duc de Russie ∞ Victoria-Mélita, Pcesse de Saxe-Cobourg    | Cyrille, Gd-duc de Russie ∞ Victoria-Mélita, Pcesse de Saxe-Cobourg    | Cyrille, Gd-duc de Russie ∞ Victoria-Mélita, Pcesse de Saxe-Cobourg | Cyrille, Gd-duc de Russie ∞ Victoria-Mélita, Pcesse de Saxe-Cobourg | Cyrille, Gd-duc de Russie ∞ Victoria-Mélita, Pcesse de Saxe-Cobourg | Cyrille, Gd-duc de Russie ∞ Victoria-Mélita, Pcesse de Saxe-Cobourg |                                                                              |                                                                              |                                                                              |                                                                              |                                                                              |                                                                              | Hélène, Gde-Dsse de Russie                                  | Hélène, Gde-Dsse de Russie                                  | Hélène, Gde-Dsse de Russie                                  | Hélène, Gde-Dsse de Russie                                  | Hélène, Gde-Dsse de Russie                                  | Hélène, Gde-Dsse de Russie                                  |  |  | Nicolas, Pce de Grèce                                                              | Nicolas, Pce de Grèce                                                              | Nicolas, Pce de Grèce                                                              | Nicolas, Pce de Grèce                                                              | Nicolas, Pce de Grèce                                                              | Nicolas, Pce de Grèce                                                              |  |  | Sophie, Dsse en Bavière ∞ Hans Veit, Cte de Toerring-Jettenbach    | Sophie, Dsse en Bavière ∞ Hans Veit, Cte de Toerring-Jettenbach    | Sophie, Dsse en Bavière ∞ Hans Veit, Cte de Toerring-Jettenbach    | Sophie, Dsse en Bavière ∞ Hans Veit, Cte de Toerring-Jettenbach    | Sophie, Dsse en Bavière ∞ Hans Veit, Cte de Toerring-Jettenbach    | Sophie, Dsse en Bavière ∞ Hans Veit, Cte de Toerring-Jettenbach    |  |  | Marie-Gabrielle, Dsse en Bavière ∞ Rupprecht, Pce royal de Bavière    | Marie-Gabrielle, Dsse en Bavière ∞ Rupprecht, Pce royal de Bavière    | Marie-Gabrielle, Dsse en Bavière ∞ Rupprecht, Pce royal de Bavière    | Marie-Gabrielle, Dsse en Bavière ∞ Rupprecht, Pce royal de Bavière    | Marie-Gabrielle, Dsse en Bavière ∞ Rupprecht, Pce royal de Bavière    | Marie-Gabrielle, Dsse en Bavière ∞ Rupprecht, Pce royal de Bavière    |  |  |                                                           |                                                           |                                                           |                                                           | Élisabeth, Dsse en Bavière ∞ Albert Ier, Roi des Belges   | Élisabeth, Dsse en Bavière ∞ Albert Ier, Roi des Belges   | Élisabeth, Dsse en Bavière ∞ Albert Ier, Roi des Belges | Élisabeth, Dsse en Bavière ∞ Albert Ier, Roi des Belges | Élisabeth, Dsse en Bavière ∞ Albert Ier, Roi des Belges | Élisabeth, Dsse en Bavière ∞ Albert Ier, Roi des Belges |                                                       |                                                       |                                                       |                                                       |  |  |  |  |  |  |  |  |  |  |  |  |  |  |  |  |  |  |  |  |  |  |  |  |  |  |  |  |
|  |  | André, Pce de Grèce ∞ Alice, Pcesse de Battenberg              | André, Pce de Grèce ∞ Alice, Pcesse de Battenberg              | André, Pce de Grèce ∞ Alice, Pcesse de Battenberg              | André, Pce de Grèce ∞ Alice, Pcesse de Battenberg              | André, Pce de Grèce ∞ Alice, Pcesse de Battenberg              | André, Pce de Grèce ∞ Alice, Pcesse de Battenberg              |  |  |                                                     |                                                     |                                                     |                                                     | Constantin Ier, Roi des Hellènes ∞ Sophie, Pcesse de Prusse | Constantin Ier, Roi des Hellènes ∞ Sophie, Pcesse de Prusse | Constantin Ier, Roi des Hellènes ∞ Sophie, Pcesse de Prusse | Constantin Ier, Roi des Hellènes ∞ Sophie, Pcesse de Prusse | Constantin Ier, Roi des Hellènes ∞ Sophie, Pcesse de Prusse  | Constantin Ier, Roi des Hellènes ∞ Sophie, Pcesse de Prusse  |                                                              |                                                              |                                                              |                                                              |  |  |                                                                        |                                                                        |                                                                        |                                                                        | Cyrille, Gd-duc de Russie ∞ Victoria-Mélita, Pcesse de Saxe-Cobourg    | Cyrille, Gd-duc de Russie ∞ Victoria-Mélita, Pcesse de Saxe-Cobourg    | Cyrille, Gd-duc de Russie ∞ Victoria-Mélita, Pcesse de Saxe-Cobourg | Cyrille, Gd-duc de Russie ∞ Victoria-Mélita, Pcesse de Saxe-Cobourg | Cyrille, Gd-duc de Russie ∞ Victoria-Mélita, Pcesse de Saxe-Cobourg | Cyrille, Gd-duc de Russie ∞ Victoria-Mélita, Pcesse de Saxe-Cobourg |                                                                              |                                                                              |                                                                              |                                                                              |                                                                              |                                                                              | Hélène, Gde-Dsse de Russie                                  | Hélène, Gde-Dsse de Russie                                  | Hélène, Gde-Dsse de Russie                                  | Hélène, Gde-Dsse de Russie                                  | Hélène, Gde-Dsse de Russie                                  | Hélène, Gde-Dsse de Russie                                  |  |  | Nicolas, Pce de Grèce                                                              | Nicolas, Pce de Grèce                                                              | Nicolas, Pce de Grèce                                                              | Nicolas, Pce de Grèce                                                              | Nicolas, Pce de Grèce                                                              | Nicolas, Pce de Grèce                                                              |  |  | Sophie, Dsse en Bavière ∞ Hans Veit, Cte de Toerring-Jettenbach    | Sophie, Dsse en Bavière ∞ Hans Veit, Cte de Toerring-Jettenbach    | Sophie, Dsse en Bavière ∞ Hans Veit, Cte de Toerring-Jettenbach    | Sophie, Dsse en Bavière ∞ Hans Veit, Cte de Toerring-Jettenbach    | Sophie, Dsse en Bavière ∞ Hans Veit, Cte de Toerring-Jettenbach    | Sophie, Dsse en Bavière ∞ Hans Veit, Cte de Toerring-Jettenbach    |  |  | Marie-Gabrielle, Dsse en Bavière ∞ Rupprecht, Pce royal de Bavière    | Marie-Gabrielle, Dsse en Bavière ∞ Rupprecht, Pce royal de Bavière    | Marie-Gabrielle, Dsse en Bavière ∞ Rupprecht, Pce royal de Bavière    | Marie-Gabrielle, Dsse en Bavière ∞ Rupprecht, Pce royal de Bavière    | Marie-Gabrielle, Dsse en Bavière ∞ Rupprecht, Pce royal de Bavière    | Marie-Gabrielle, Dsse en Bavière ∞ Rupprecht, Pce royal de Bavière    |  |  |                                                           |                                                           |                                                           |                                                           | Élisabeth, Dsse en Bavière ∞ Albert Ier, Roi des Belges   | Élisabeth, Dsse en Bavière ∞ Albert Ier, Roi des Belges   | Élisabeth, Dsse en Bavière ∞ Albert Ier, Roi des Belges | Élisabeth, Dsse en Bavière ∞ Albert Ier, Roi des Belges | Élisabeth, Dsse en Bavière ∞ Albert Ier, Roi des Belges | Élisabeth, Dsse en Bavière ∞ Albert Ier, Roi des Belges |                                                       |                                                       |                                                       |                                                       |  |  |  |  |  |  |  |  |  |  |  |  |  |  |  |  |  |  |  |  |  |  |  |  |  |  |  |  |
|  |  |                                                                |                                                                |                                                                |                                                                |                                                                |                                                                |  |  |                                                     |                                                     |                                                     |                                                     |                                                             |                                                             |                                                             |                                                             |                                                              |                                                              |                                                              |                                                              |                                                              |                                                              |  |  |                                                                        |                                                                        |                                                                        |                                                                        |                                                                        |                                                                        |                                                                     |                                                                     |                                                                     |                                                                     |                                                                              |                                                                              |                                                                              |                                                                              |                                                                              |                                                                              |                                                             |                                                             |                                                             |                                                             |                                                             |                                                             |  |  |                                                                                    |                                                                                    |                                                                                    |                                                                                    |                                                                                    |                                                                                    |  |  |                                                                    |                                                                    |                                                                    |                                                                    |                                                                    |                                                                    |  |  |                                                                       |                                                                       |                                                                       |                                                                       |                                                                       |                                                                       |  |  |                                                           |                                                           |                                                           |                                                           |                                                           |                                                           |                                                         |                                                         |                                                         |                                                         |                                                       |                                                       |                                                       |                                                       |  |  |  |  |  |  |  |  |  |  |  |  |  |  |  |  |  |  |  |  |  |  |  |  |  |  |  |  |
|  |  |                                                                |                                                                |                                                                |                                                                |                                                                |                                                                |  |  |                                                     |                                                     |                                                     |                                                     |                                                             |                                                             |                                                             |                                                             |                                                              |                                                              |                                                              |                                                              |                                                              |                                                              |  |  |                                                                        |                                                                        |                                                                        |                                                                        |                                                                        |                                                                        |                                                                     |                                                                     |                                                                     |                                                                     |                                                                              |                                                                              |                                                                              |                                                                              |                                                                              |                                                                              |                                                             |                                                             |                                                             |                                                             |                                                             |                                                             |  |  |                                                                                    |                                                                                    |                                                                                    |                                                                                    |                                                                                    |                                                                                    |  |  |                                                                    |                                                                    |                                                                    |                                                                    |                                                                    |                                                                    |  |  |                                                                       |                                                                       |                                                                       |                                                                       |                                                                       |                                                                       |  |  |                                                           |                                                           |                                                           |                                                           |                                                           |                                                           |                                                         |                                                         |                                                         |                                                         |                                                       |                                                       |                                                       |                                                       |  |  |  |  |  |  |  |  |  |  |  |  |  |  |  |  |  |  |  |  |  |  |  |  |  |  |  |  |
|  |  | Philippe, Duc d'Édimbourg ∞ Élisabeth II, Reine du Royaume-Uni | Philippe, Duc d'Édimbourg ∞ Élisabeth II, Reine du Royaume-Uni | Philippe, Duc d'Édimbourg ∞ Élisabeth II, Reine du Royaume-Uni | Philippe, Duc d'Édimbourg ∞ Élisabeth II, Reine du Royaume-Uni | Philippe, Duc d'Édimbourg ∞ Élisabeth II, Reine du Royaume-Uni | Philippe, Duc d'Édimbourg ∞ Élisabeth II, Reine du Royaume-Uni |  |  | Hélène, Pcesse de Grèce ∞ Carol II, Roi de Roumanie | Hélène, Pcesse de Grèce ∞ Carol II, Roi de Roumanie | Hélène, Pcesse de Grèce ∞ Carol II, Roi de Roumanie | Hélène, Pcesse de Grèce ∞ Carol II, Roi de Roumanie | Hélène, Pcesse de Grèce ∞ Carol II, Roi de Roumanie         | Hélène, Pcesse de Grèce ∞ Carol II, Roi de Roumanie         |                                                             |                                                             | Georges II, Roi des Hellènes ∞ Élisabeth, Pcesse de Roumanie | Georges II, Roi des Hellènes ∞ Élisabeth, Pcesse de Roumanie | Georges II, Roi des Hellènes ∞ Élisabeth, Pcesse de Roumanie | Georges II, Roi des Hellènes ∞ Élisabeth, Pcesse de Roumanie | Georges II, Roi des Hellènes ∞ Élisabeth, Pcesse de Roumanie | Georges II, Roi des Hellènes ∞ Élisabeth, Pcesse de Roumanie |  |  | Kira, Gde-Dsse de Russie ∞ Louis-Ferdinand, Pce de Prusse              | Kira, Gde-Dsse de Russie ∞ Louis-Ferdinand, Pce de Prusse              | Kira, Gde-Dsse de Russie ∞ Louis-Ferdinand, Pce de Prusse              | Kira, Gde-Dsse de Russie ∞ Louis-Ferdinand, Pce de Prusse              | Kira, Gde-Dsse de Russie ∞ Louis-Ferdinand, Pce de Prusse              | Kira, Gde-Dsse de Russie ∞ Louis-Ferdinand, Pce de Prusse              |                                                                     |                                                                     | Vladimir, Gd-duc de Russie ∞ Léonida, Pcesse Bagration-Moukhranski  | Vladimir, Gd-duc de Russie ∞ Léonida, Pcesse Bagration-Moukhranski  | Vladimir, Gd-duc de Russie ∞ Léonida, Pcesse Bagration-Moukhranski           | Vladimir, Gd-duc de Russie ∞ Léonida, Pcesse Bagration-Moukhranski           | Vladimir, Gd-duc de Russie ∞ Léonida, Pcesse Bagration-Moukhranski           | Vladimir, Gd-duc de Russie ∞ Léonida, Pcesse Bagration-Moukhranski           |                                                                              |                                                                              | Olga, Pcesse de Grèce ∞ Paul, Régent de Yougoslavie         | Olga, Pcesse de Grèce ∞ Paul, Régent de Yougoslavie         | Olga, Pcesse de Grèce ∞ Paul, Régent de Yougoslavie         | Olga, Pcesse de Grèce ∞ Paul, Régent de Yougoslavie         | Olga, Pcesse de Grèce ∞ Paul, Régent de Yougoslavie         | Olga, Pcesse de Grèce ∞ Paul, Régent de Yougoslavie         |  |  | Élisabeth, Pcesse de Grèce                                                         | Élisabeth, Pcesse de Grèce                                                         | Élisabeth, Pcesse de Grèce                                                         | Élisabeth, Pcesse de Grèce                                                         | Élisabeth, Pcesse de Grèce                                                         | Élisabeth, Pcesse de Grèce                                                         |  |  | Charles-Théodore, Cte de Toerring-Jettenbach                       | Charles-Théodore, Cte de Toerring-Jettenbach                       | Charles-Théodore, Cte de Toerring-Jettenbach                       | Charles-Théodore, Cte de Toerring-Jettenbach                       | Charles-Théodore, Cte de Toerring-Jettenbach                       | Charles-Théodore, Cte de Toerring-Jettenbach                       |  |  | Albert, Duc de Bavière ∞ Maria, Ctesse Draskovich von Trakostján      | Albert, Duc de Bavière ∞ Maria, Ctesse Draskovich von Trakostján      | Albert, Duc de Bavière ∞ Maria, Ctesse Draskovich von Trakostján      | Albert, Duc de Bavière ∞ Maria, Ctesse Draskovich von Trakostján      | Albert, Duc de Bavière ∞ Maria, Ctesse Draskovich von Trakostján      | Albert, Duc de Bavière ∞ Maria, Ctesse Draskovich von Trakostján      |  |  | Marie-José, Pcesse de Belgique ∞ Humbert II, Roi d'Italie | Marie-José, Pcesse de Belgique ∞ Humbert II, Roi d'Italie | Marie-José, Pcesse de Belgique ∞ Humbert II, Roi d'Italie | Marie-José, Pcesse de Belgique ∞ Humbert II, Roi d'Italie | Marie-José, Pcesse de Belgique ∞ Humbert II, Roi d'Italie | Marie-José, Pcesse de Belgique ∞ Humbert II, Roi d'Italie |                                                         |                                                         | Léopold III, Roi des Belges ∞ Astrid, Pcesse de Suède   | Léopold III, Roi des Belges ∞ Astrid, Pcesse de Suède   | Léopold III, Roi des Belges ∞ Astrid, Pcesse de Suède | Léopold III, Roi des Belges ∞ Astrid, Pcesse de Suède | Léopold III, Roi des Belges ∞ Astrid, Pcesse de Suède | Léopold III, Roi des Belges ∞ Astrid, Pcesse de Suède |  |  |  |  |  |  |  |  |  |  |  |  |  |  |  |  |  |  |  |  |  |  |  |  |  |  |  |  |
|  |  | Philippe, Duc d'Édimbourg ∞ Élisabeth II, Reine du Royaume-Uni | Philippe, Duc d'Édimbourg ∞ Élisabeth II, Reine du Royaume-Uni | Philippe, Duc d'Édimbourg ∞ Élisabeth II, Reine du Royaume-Uni | Philippe, Duc d'Édimbourg ∞ Élisabeth II, Reine du Royaume-Uni | Philippe, Duc d'Édimbourg ∞ Élisabeth II, Reine du Royaume-Uni | Philippe, Duc d'Édimbourg ∞ Élisabeth II, Reine du Royaume-Uni |  |  | Hélène, Pcesse de Grèce ∞ Carol II, Roi de Roumanie | Hélène, Pcesse de Grèce ∞ Carol II, Roi de Roumanie | Hélène, Pcesse de Grèce ∞ Carol II, Roi de Roumanie | Hélène, Pcesse de Grèce ∞ Carol II, Roi de Roumanie | Hélène, Pcesse de Grèce ∞ Carol II, Roi de Roumanie         | Hélène, Pcesse de Grèce ∞ Carol II, Roi de Roumanie         |                                                             |                                                             | Georges II, Roi des Hellènes ∞ Élisabeth, Pcesse de Roumanie | Georges II, Roi des Hellènes ∞ Élisabeth, Pcesse de Roumanie | Georges II, Roi des Hellènes ∞ Élisabeth, Pcesse de Roumanie | Georges II, Roi des Hellènes ∞ Élisabeth, Pcesse de Roumanie | Georges II, Roi des Hellènes ∞ Élisabeth, Pcesse de Roumanie | Georges II, Roi des Hellènes ∞ Élisabeth, Pcesse de Roumanie |  |  | Kira, Gde-Dsse de Russie ∞ Louis-Ferdinand, Pce de Prusse              | Kira, Gde-Dsse de Russie ∞ Louis-Ferdinand, Pce de Prusse              | Kira, Gde-Dsse de Russie ∞ Louis-Ferdinand, Pce de Prusse              | Kira, Gde-Dsse de Russie ∞ Louis-Ferdinand, Pce de Prusse              | Kira, Gde-Dsse de Russie ∞ Louis-Ferdinand, Pce de Prusse              | Kira, Gde-Dsse de Russie ∞ Louis-Ferdinand, Pce de Prusse              |                                                                     |                                                                     | Vladimir, Gd-duc de Russie ∞ Léonida, Pcesse Bagration-Moukhranski  | Vladimir, Gd-duc de Russie ∞ Léonida, Pcesse Bagration-Moukhranski  | Vladimir, Gd-duc de Russie ∞ Léonida, Pcesse Bagration-Moukhranski           | Vladimir, Gd-duc de Russie ∞ Léonida, Pcesse Bagration-Moukhranski           | Vladimir, Gd-duc de Russie ∞ Léonida, Pcesse Bagration-Moukhranski           | Vladimir, Gd-duc de Russie ∞ Léonida, Pcesse Bagration-Moukhranski           |                                                                              |                                                                              | Olga, Pcesse de Grèce ∞ Paul, Régent de Yougoslavie         | Olga, Pcesse de Grèce ∞ Paul, Régent de Yougoslavie         | Olga, Pcesse de Grèce ∞ Paul, Régent de Yougoslavie         | Olga, Pcesse de Grèce ∞ Paul, Régent de Yougoslavie         | Olga, Pcesse de Grèce ∞ Paul, Régent de Yougoslavie         | Olga, Pcesse de Grèce ∞ Paul, Régent de Yougoslavie         |  |  | Élisabeth, Pcesse de Grèce                                                         | Élisabeth, Pcesse de Grèce                                                         | Élisabeth, Pcesse de Grèce                                                         | Élisabeth, Pcesse de Grèce                                                         | Élisabeth, Pcesse de Grèce                                                         | Élisabeth, Pcesse de Grèce                                                         |  |  | Charles-Théodore, Cte de Toerring-Jettenbach                       | Charles-Théodore, Cte de Toerring-Jettenbach                       | Charles-Théodore, Cte de Toerring-Jettenbach                       | Charles-Théodore, Cte de Toerring-Jettenbach                       | Charles-Théodore, Cte de Toerring-Jettenbach                       | Charles-Théodore, Cte de Toerring-Jettenbach                       |  |  | Albert, Duc de Bavière ∞ Maria, Ctesse Draskovich von Trakostján      | Albert, Duc de Bavière ∞ Maria, Ctesse Draskovich von Trakostján      | Albert, Duc de Bavière ∞ Maria, Ctesse Draskovich von Trakostján      | Albert, Duc de Bavière ∞ Maria, Ctesse Draskovich von Trakostján      | Albert, Duc de Bavière ∞ Maria, Ctesse Draskovich von Trakostján      | Albert, Duc de Bavière ∞ Maria, Ctesse Draskovich von Trakostján      |  |  | Marie-José, Pcesse de Belgique ∞ Humbert II, Roi d'Italie | Marie-José, Pcesse de Belgique ∞ Humbert II, Roi d'Italie | Marie-José, Pcesse de Belgique ∞ Humbert II, Roi d'Italie | Marie-José, Pcesse de Belgique ∞ Humbert II, Roi d'Italie | Marie-José, Pcesse de Belgique ∞ Humbert II, Roi d'Italie | Marie-José, Pcesse de Belgique ∞ Humbert II, Roi d'Italie |                                                         |                                                         | Léopold III, Roi des Belges ∞ Astrid, Pcesse de Suède   | Léopold III, Roi des Belges ∞ Astrid, Pcesse de Suède   | Léopold III, Roi des Belges ∞ Astrid, Pcesse de Suède | Léopold III, Roi des Belges ∞ Astrid, Pcesse de Suède | Léopold III, Roi des Belges ∞ Astrid, Pcesse de Suède | Léopold III, Roi des Belges ∞ Astrid, Pcesse de Suède |  |  |  |  |  |  |  |  |  |  |  |  |  |  |  |  |  |  |  |  |  |  |  |  |  |  |  |  |
|  |  |                                                                |                                                                |                                                                |                                                                |                                                                |                                                                |  |  |                                                     |                                                     |                                                     |                                                     |                                                             |                                                             |                                                             |                                                             |                                                              |                                                              |                                                              |                                                              |                                                              |                                                              |  |  |                                                                        |                                                                        |                                                                        |                                                                        |                                                                        |                                                                        |                                                                     |                                                                     |                                                                     |                                                                     |                                                                              |                                                                              |                                                                              |                                                                              |                                                                              |                                                                              |                                                             |                                                             |                                                             |                                                             |                                                             |                                                             |  |  |                                                                                    |                                                                                    |                                                                                    |                                                                                    |                                                                                    |                                                                                    |  |  |                                                                    |                                                                    |                                                                    |                                                                    |                                                                    |                                                                    |  |  |                                                                       |                                                                       |                                                                       |                                                                       |                                                                       |                                                                       |  |  |                                                           |                                                           |                                                           |                                                           |                                                           |                                                           |                                                         |                                                         |                                                         |                                                         |                                                       |                                                       |                                                       |                                                       |  |  |  |  |  |  |  |  |  |  |  |  |  |  |  |  |  |  |  |  |  |  |  |  |  |  |  |  |
|  |  |                                                                |                                                                |                                                                |                                                                |                                                                |                                                                |  |  |                                                     |                                                     |                                                     |                                                     |                                                             |                                                             |                                                             |                                                             |                                                              |                                                              |                                                              |                                                              |                                                              |                                                              |  |  |                                                                        |                                                                        |                                                                        |                                                                        |                                                                        |                                                                        |                                                                     |                                                                     |                                                                     |                                                                     |                                                                              |                                                                              |                                                                              |                                                                              |                                                                              |                                                                              |                                                             |                                                             |                                                             |                                                             |                                                             |                                                             |  |  |                                                                                    |                                                                                    |                                                                                    |                                                                                    |                                                                                    |                                                                                    |  |  |                                                                    |                                                                    |                                                                    |                                                                    |                                                                    |                                                                    |  |  |                                                                       |                                                                       |                                                                       |                                                                       |                                                                       |                                                                       |  |  |                                                           |                                                           |                                                           |                                                           |                                                           |                                                           |                                                         |                                                         |                                                         |                                                         |                                                       |                                                       |                                                       |                                                       |  |  |  |  |  |  |  |  |  |  |  |  |  |  |  |  |  |  |  |  |  |  |  |  |  |  |  |  |
|  |  | Charles III, Roi du Royaume-Uni ∞ Camilla Shand                | Charles III, Roi du Royaume-Uni ∞ Camilla Shand                | Charles III, Roi du Royaume-Uni ∞ Camilla Shand                | Charles III, Roi du Royaume-Uni ∞ Camilla Shand                | Charles III, Roi du Royaume-Uni ∞ Camilla Shand                | Charles III, Roi du Royaume-Uni ∞ Camilla Shand                |  |  | Michel Ier, Roi de Roumanie ∞ Anne, Pcesse de Parme | Michel Ier, Roi de Roumanie ∞ Anne, Pcesse de Parme | Michel Ier, Roi de Roumanie ∞ Anne, Pcesse de Parme | Michel Ier, Roi de Roumanie ∞ Anne, Pcesse de Parme | Michel Ier, Roi de Roumanie ∞ Anne, Pcesse de Parme         | Michel Ier, Roi de Roumanie ∞ Anne, Pcesse de Parme         |                                                             |                                                             |                                                              |                                                              |                                                              |                                                              |                                                              |                                                              |  |  | Louis-Ferdinand, Pce de Prusse ∞ Donata, Ctesse de Castell-Rüdenhausen | Louis-Ferdinand, Pce de Prusse ∞ Donata, Ctesse de Castell-Rüdenhausen | Louis-Ferdinand, Pce de Prusse ∞ Donata, Ctesse de Castell-Rüdenhausen | Louis-Ferdinand, Pce de Prusse ∞ Donata, Ctesse de Castell-Rüdenhausen | Louis-Ferdinand, Pce de Prusse ∞ Donata, Ctesse de Castell-Rüdenhausen | Louis-Ferdinand, Pce de Prusse ∞ Donata, Ctesse de Castell-Rüdenhausen |                                                                     |                                                                     | Maria, Gde-Dsse de Russie ∞ François-Guillaume, Pce de Prusse       | Maria, Gde-Dsse de Russie ∞ François-Guillaume, Pce de Prusse       | Maria, Gde-Dsse de Russie ∞ François-Guillaume, Pce de Prusse                | Maria, Gde-Dsse de Russie ∞ François-Guillaume, Pce de Prusse                | Maria, Gde-Dsse de Russie ∞ François-Guillaume, Pce de Prusse                | Maria, Gde-Dsse de Russie ∞ François-Guillaume, Pce de Prusse                |                                                                              |                                                                              | Alexandre, Pce de Yougoslavie ∞ Maria-Pia, Pcesse de Savoie | Alexandre, Pce de Yougoslavie ∞ Maria-Pia, Pcesse de Savoie | Alexandre, Pce de Yougoslavie ∞ Maria-Pia, Pcesse de Savoie | Alexandre, Pce de Yougoslavie ∞ Maria-Pia, Pcesse de Savoie | Alexandre, Pce de Yougoslavie ∞ Maria-Pia, Pcesse de Savoie | Alexandre, Pce de Yougoslavie ∞ Maria-Pia, Pcesse de Savoie |  |  | Hans Veit, Cte de Toerring-Jettenbach ∞ Henriette, Pcesse de Hohenlohe-Bartenstein | Hans Veit, Cte de Toerring-Jettenbach ∞ Henriette, Pcesse de Hohenlohe-Bartenstein | Hans Veit, Cte de Toerring-Jettenbach ∞ Henriette, Pcesse de Hohenlohe-Bartenstein | Hans Veit, Cte de Toerring-Jettenbach ∞ Henriette, Pcesse de Hohenlohe-Bartenstein | Hans Veit, Cte de Toerring-Jettenbach ∞ Henriette, Pcesse de Hohenlohe-Bartenstein | Hans Veit, Cte de Toerring-Jettenbach ∞ Henriette, Pcesse de Hohenlohe-Bartenstein |  |  | Hélène, Ctesse de Toerring-Jettenbach ∞ Ferdinand, Aduc d'Autriche | Hélène, Ctesse de Toerring-Jettenbach ∞ Ferdinand, Aduc d'Autriche | Hélène, Ctesse de Toerring-Jettenbach ∞ Ferdinand, Aduc d'Autriche | Hélène, Ctesse de Toerring-Jettenbach ∞ Ferdinand, Aduc d'Autriche | Hélène, Ctesse de Toerring-Jettenbach ∞ Ferdinand, Aduc d'Autriche | Hélène, Ctesse de Toerring-Jettenbach ∞ Ferdinand, Aduc d'Autriche |  |  | François, Duc de Bavière + Thomas Greinwald                           | François, Duc de Bavière + Thomas Greinwald                           | François, Duc de Bavière + Thomas Greinwald                           | François, Duc de Bavière + Thomas Greinwald                           | François, Duc de Bavière + Thomas Greinwald                           | François, Duc de Bavière + Thomas Greinwald                           |  |  | Victor-Emmanuel, Pce de Naples ∞ Marina Doria             | Victor-Emmanuel, Pce de Naples ∞ Marina Doria             | Victor-Emmanuel, Pce de Naples ∞ Marina Doria             | Victor-Emmanuel, Pce de Naples ∞ Marina Doria             | Victor-Emmanuel, Pce de Naples ∞ Marina Doria             | Victor-Emmanuel, Pce de Naples ∞ Marina Doria             |                                                         |                                                         | Baudouin, Roi des Belges ∞ Fabiola, Ctesse de Mora      | Baudouin, Roi des Belges ∞ Fabiola, Ctesse de Mora      | Baudouin, Roi des Belges ∞ Fabiola, Ctesse de Mora    | Baudouin, Roi des Belges ∞ Fabiola, Ctesse de Mora    | Baudouin, Roi des Belges ∞ Fabiola, Ctesse de Mora    | Baudouin, Roi des Belges ∞ Fabiola, Ctesse de Mora    |  |  |  |  |  |  |  |  |  |  |  |  |  |  |  |  |  |  |  |  |  |  |  |  |  |  |  |  |

### Sur Élisabeth
- (en) Arturo E. Beéche, « Princess Elisabeth, Countess zu Toerring-Jettenbach », dans Prince Nicholas of Greece, My Fifty Years, Eurohistory, 2006 (ISBN 0977196135).
- (en) Arturo E. Beéche, « So Happy: Woolly - Toto. Princess Elisabeth of Greece & Count Carl Theodor zu Toerring-Jettenbach », Eurohistory. The European Royal History Journal, vol. 14.3, no LXXXI,‎ juin 2011, p. 33-38.
- (en) Ilana D. Miller, « Three Greek Beauties: The Daughters of Prince Nicholas of Greece », Eurohistory. The European Royal History Journal, vol. 19.2, no CX,‎ été 2016, p. 18-28.
- (en) Ilana D. Miller et Arturo E. Beéche, « Chapter XXIX- The Wedding of Princess Elisabeth of Greece & Count Carl Theodor of Toerring-Jettenbach - Schloß  Seefeld, Bavaria, 1O January 1934 », dans Royal Gatherings : 1914-1939, vol. II, Eurohistory (ISBN 9780985460389).
- (es) Ricardo Mateos Sáinz de Medrano, « Isabel, condesa de Toerring-Jettenbach », dans La Familia de la Reina Sofía: La Dinastía griega, la Casa de Hannover y los reales primos de Europa, Madrid, La Esfera de los Libros, 2004 (ISBN 978-84-9734-195-0), p. 263-265.
- (el) Αλκμήνη Παλαιολόγου, « Πριγκίπισσα Ελισάβετ της Ελλάδας, κόμισσα Τέρρινγκ-Γιέτενμπαχ », dans Πριγκίπισσες της Ελλάδος, Athènes, εκδόσεις Φερενίκη,‎ 2007 (ISBN 960-7952-47-2), p. 199-202.

### Sur les sœurs d'Élisabeth et leurs maris
- (en) Neil Balfour et Sally Mackay, Paul of Yugoslavia : Britain's maligned friend, H. Hamilton, 1980, 335 p. (ISBN 0-241-10392-4 et 978-0-2411-0392-0).
- (en) Robert Prentice, Princess Olga of Yugoslavia : Her Life and Times, Grosvenor House Publishing Ltd, 2021 (ISBN 1839754427).
- (en) Christopher Warwick, George and Marina : Duke and Duchess of Kent, Londres, Albert Bridge Books, 2016 (ISBN 1909771155).
- (en) Sophia Watson, Marina : The story of a Princess, Londres, Weidenfeld and Nicholson, 1994 (ISBN 0297814672). .

### Sur la famille royale de Grèce en général
- (en) Arthur Stanley Gould Lee, The Royal House of Greece, Ward Lock, 1948 (lire en ligne).
- (es) Ricardo Mateos Sáinz de Medrano, La Familia de la Reina Sofía : La Dinastía griega, la Casa de Hannover y los reales primos de Europa, Madrid, La Esfera de los Libros, 2004, 573 p. (ISBN 978-84-9734-195-0).
- (en) John Van der Kiste, Kings of the Hellenes : The Greek Kings, 1863-1974, Sutton Publishing, 1994 (ISBN 0750921471).

### Albums photographiques consacrés à la famille royale de Grèce
- (en) Arturo E. Beéche, « Princess Elisabeth, Countess zu Toerring-Jettenbach (1904-1955) », dans Dear Ellen… Royal Europe Through the Photo Albums of Grand Duchess Helen Vladimirovna of Russia, 2012 (ISBN 098546030X), p. 62-70. .
- (en) Arturo E. Beéche, Michael of Greece et Helen Hemis-Markesinis, The Royal Hellenic dynasty, Eurohistory, 2007, 182 p. (ISBN 978-0-9771961-5-9 et 0-9771961-5-1).

### Autres ouvrages autour des familles royales
- (en) Louise Heren, British Nannies and the Great War : How Norland's Regiment of Nannies Coped With Conflict & Childcare in the Great War, Pen & Sword Books Ltd, 2016 (ISBN 1473827531).
- (en) Jonathan Petropoulos, Royals and the Reich : The Princes von Hessen in Nazi Germany, Oxford, Oxford University Press, 2009 (ISBN 978-0-19-921278-1).

### Bases de données et dictionnaires
- Ressource relative aux beaux-arts :   - National Portrait Gallery
- Notices d'autorité :   - BnF (données)

### Autres liens externes
- Régine Salens, « La descendance de la princesse Elisabeth de Grèce et de Danemark », sur Noblesse & Royautés, 2 mars 2010 (consulté le 12 février 2024).
- (en) Darryl Lundy, « Elisabeth zu Schleswig-Holstein-Sonderburg-Glücksburg, Princess of Greece and Denmark », sur The Peerage, 25 janvier 2024 (consulté le 12 février 2024).
- (en) Saad Salman, « Wedding of Princess Elisabeth of Greece, 1934 », sur The Royal Watcher, 10 janvier 2018 (consulté le 12 février 2024).